# Pluteus
Pluteus (Elias Magnus Fries, 1836) este un gen de ciuperci comestibile și saprofite din încrengătura Basidiomycota, în ordinul Agaricales și familia Pluteaceae cu ajustat peste 300 specii global, în Europa mult mai puține. Cele mai multe specii ale genului sunt comestibile sau fără valoare culinară, dar unele conțin substanțe psihedelice (psilocibină și psilocină). Tip de specie este Pluteus cervinus (ciuperca cerbilor).
Numele generic este derivat din cuvântul latin (latină pluteus=postament pentru un bust, rezemătoare, scândură montată pe perete, scut de salcie a soldaților, targă etc.) datorită aspectului general al pălăriei.

## Taxonomie
Numele binomial a fost determinat de către renumitul savant suedez Elias Magnus Fries în volumul 1 al operei sale Corpus Florarum Provincialium Sueciae: Floram Scanicam din 1835 (sancționat în 1836).
Denumirea micologului german Joseph Schröter Rhodosporus din 1889 este acceptată sinonim, dar nu este folosită. Mai departe, datorită mulțimii speciilor, a avut loc clasificarea în mai multe subsecții, secții și subgenuri.

## Habitat
Speciile genului cresc solitar sau în grupuri cu puține exemplare, câteodată fasciculat, în păduri de foioase sau de conifere precum și tropice, pe trunchiuri și ramuri în putrefacție de fag și stejar respectiv molid, dar niciodată pe sol pur, chiar dacă se pare. Atunci ciupercile se dezvoltă pe mici fragmente de lemn ascunse sub sol. Apar de la câmpie la munte, din primăvară până toamna, în regiuni tropicale peste tot anul.

## Descriere

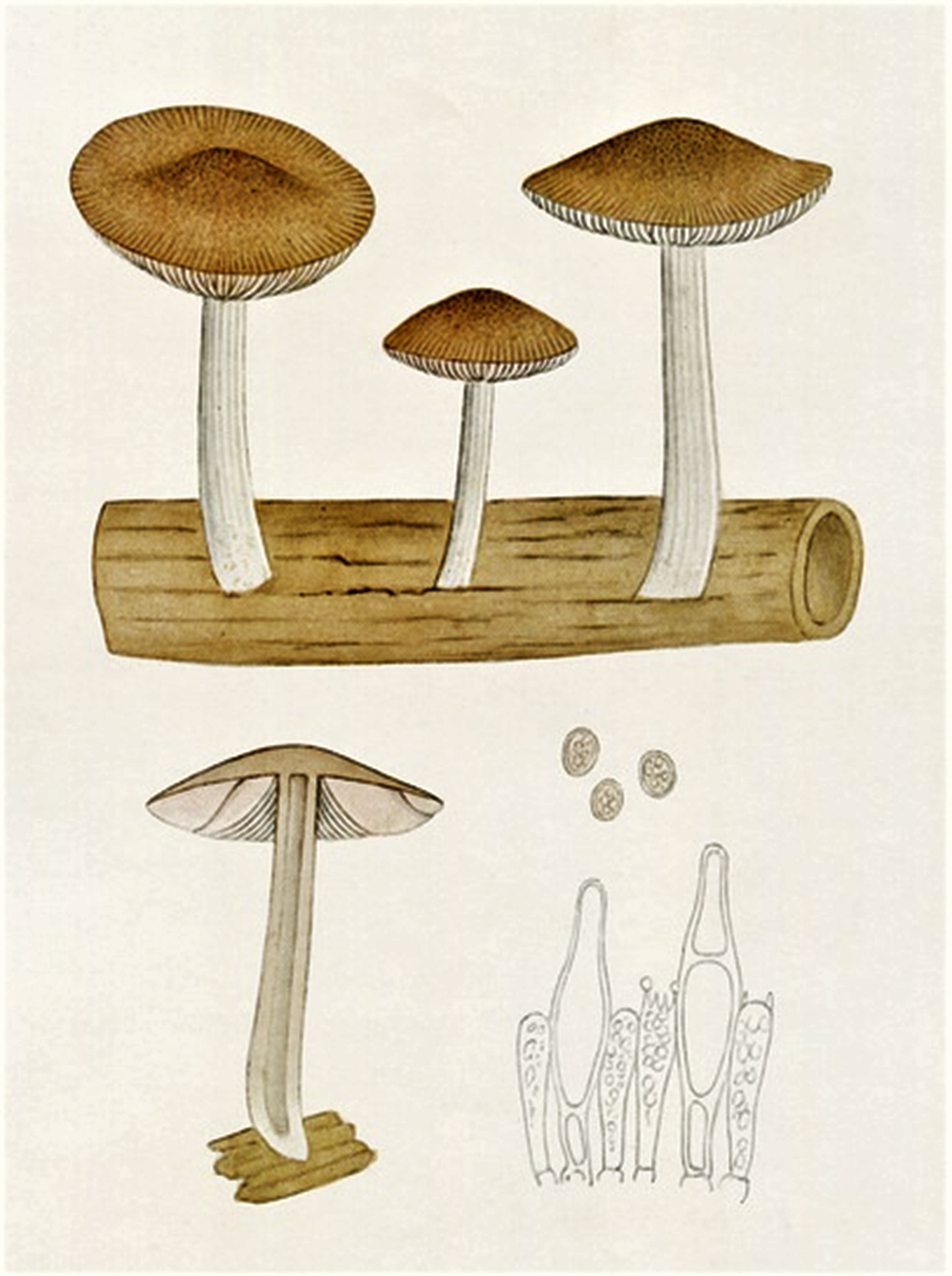
Bres.: Pluteus granulatus

- Pălăria: cu dimensiuni mici (1,5 cm) până mari (20 cm), este inițial semisferică cu marginea răsfrântă spre picior apoi convexă sau în formă de clopot, la sfârșitul maturizării aplatizată prevăzut adesea cu un tubercul sau cu un gurgui lat și bine vizibil în centru. Unele specii sunt higrofane. La specii cu carne foarte subțire, suprafața este canelată radial, datorită lamelelor vaporoase. Cuticula, de obicei uscată, mătăsoasă (dar la mai multe soiuri de asemenea granuloasă, reticulată și solzoasă primar în mijloc) cu un relief radial, dar la umezeală lucioasă și umedă, este de un colorit foarte variabil care poate fi: albicios, cenușiu, gălbui până galben, ocru-maroniu sau brun, gri-verzui și gri-albăstrui.
- Lamelele:  sunt destul de subțiri care nu stau prea dens, sunt drepte sau slab ventriculare, neaderente la picior, cu lameluțe intercalate începând la margine, uneori cu muchi zimțate. Coloritul este inițial albicios până crem, devenind mai târziu preponderent roz, brun-rozaliu sau ruginiu.
- Piciorul: cilindric, situat central sau slab excentric și ușor de separat de pălărie, cu dimensiuni mici până relativ mari, este în relație cu pălăria destul de subțire, deseori slab curbat, predominant plin precum ușor elastic. Poate fi ușor îngroșat la bază, dar nu prezintă niciodată o volvă sau un inel. Suprafața este goală, fibroasă sau solzoasă. Este format datorită creșterii părților laterale în direcția radială. Baza unor specii este acoperită de fire miceliare. Coloritul variază de la alb peste gălbui și galben până la maroniu, uneori cu nuanțe de verzui sau albăstrui.
- Carnea: este destul de subțire și moale în pălărie, dar mai elastică și fibroasă în picior, coloritul, care nu se schimbă după tăiere, poate fi albicios, deschis cenușiu sau gălbui. Apariția de verzui sau albăstrui pe picior, este un semn indirect al prezenței de psilocibină în acele ciuperci. Mirosul slab amintește de ridichi sau sfeclă și gustul este la unele specii amar, dar preponderent blând.[2][3][9]
- Caracteristici microscopice:  sporii netezi, ovoidali până lat elipsoidali, granulați pe dinăuntru au o mărime medie, coloritul pulberii lor fiind brun-roz până ruginiu. Basidiile cu 22-28 x 8-10 microni și 4 sterigme sunt clavate. Are basidii clavate cu 2-4 sterigme, cheilocistide (elemente sterile situate pe muchia lamelor) în formă de măciucă, nu rar cu cârlige, și pleurocistide (cistide situate în himenul de pe fețele lamelor) clavate până fusiforme mai mari și cu pereți ușor îngroșați, cu sau fără cârlige și deseori despicate în vârf. Cistide himeniale lipsesc. Există mănunchiuri de hife care se extind de la marginea îndoită a pălăriei până la suprafața tijei care acoperă himenoforul tânăr.[9][10][11]

## Specii ale genului (selecție)
Compoziția speciilor din gen este slab înțeleasă, numărul exact de specii din întreaga lume nu este cunoscut, fiind estimat de mult peste 300 specii, dar doar aproximativ 50 din ele au fost destul de bine studiate și sunt recunoscute în taxonomia modernă final. Proveniența speciilor poate fi văzută în GBIF, drept legătură pe pagina rezumativă a comitetului de nomenclatură Mycobank. Soiuri care se dezvoltă în Europa sunt marcate cu  E. 
| - Pluteus admirabilis (Peck) Peck (1885) - SUA - Pluteus aeolus (Berk. & Broome) Sacc. (1887) – Sri Lanka - Pluteus aestivus Velen. (1920) - E - Pluteus aethalus (Berk. & M.A.Curtis) Sacc. (1887) - Cuba - Pluteus affinis Velen. (1920) - E - Pluteus aglaeotheles (Berk. & Broome) Sacc. (1887) - Sri Lanka - Pluteus agriensis Singer (1977) - Ecuador - Pluteus alachuanus Murrill (1945) - SUA - Pluteus albineus Bonnard (2001) - E - Pluteus albolineatus (Berk. & Broome) Sacc. (1887) - E, Asia - Pluteus albostipitatus (Dennis) Singer (1959) - America de Sud, Trinidad - Pluteus alniphilus Deparis (2003) - E - Pluteus amazonicus Singer (1989) – Brazilia - Pluteus americanus (P.Banerjee & Sundb.) Justo, Malysheva & Minnis (2014) - Rusia, SUA - Pluteus amphicystis Singer (1959) – Bolivia - Pluteus angustisporus Singer (1959) - Bolivia - Pluteus aporpus Singer [1954) - America de Sud - Pluteus aquosus Singer (1956) - Argentina - Pluteus argentinensis Singer (1956) - Argentina - Pluteus argilophyllus (Berk. & Broome) Pegler (1956) - Asia - Pluteus atrofuscens Hongo (1963) - Japonia - Pluteus atromarginatus (Konrad) Kühner (1935) - E - Pluteus atropungens [[Alexander Hanchett Smith\|A.H.Sm.] & Bartelli (1965) - SUA - Pluteus aurantiacus Murrill (1917) - SUA - Pluteus aurantiopustulatus E.Horak (1977) – Africa - Pluteus aurantiorugosus (Trog) Sacc. (1896) - E - Pluteus aurantipes Minnis, Sundb. & Nelsen (2006) - SUA - Pluteus australis Murrill (1945) - SUA - Pluteus avellaneus Murrill (1917) - SUA - Pluteus beniensis Singer (1959) - Bolivia - Pluteus betulinus (Velen.) Noordel. (1979) - E - Pluteus bii Minnis & Sundb. (2008) - China - Pluteus bressollensis Eyssart., Ducousso & Buyck (2009) - Noua Caledonie - Pluteus bruchii (Speg.) Singer (1951) - America de Sud - Pluteus brunneidiscus Murrill (1917) - SUA - Pluteus brunneo-olivaceus E.Horak (1964) - America de Sud - Pluteus brunneopictus (Berk. & Broome) Sacc. (1887) - Sri Lanka - Pluteus brunneopunctus E.Horak (1964) - America de Sud - Pluteus brunneoradiatus Bonnard (1987) - E - Pluteus brunneosquamulosus C. K. Pradeep & K. D. Vrinda (2012) – India - Pluteus bulbigerus E.Horak (1964) - America de Sud - Pluteus bulbipes Henn. (1901) - Africa - Pluteus bulbosus S.Imai (1938) - Japonia - Pluteus burserae Singer (1959) - Bolivia - Pluteus californicus McClatchie (1897) - SUA - Pluteus campanulatus Murrill (1917) - SUA - Pluteus carneipes Kühner (1950) - E - Pluteus carneobrunneolus E.Horak (1964) - America de Sud - Pluteus castri Justo & Minnis (2011) - Japonia, Rusia - Pluteus cervinus (Schaeff.) P.Kumm. (1871) - E și restul lumii - Pluteus chrysaegis (Berk. & Broome) Petch (1912) - Asia - Pluteus chrysophaeus (Schaeff.) Quél. (1872) - E și restul lumii - Pluteus chrysophlebius (Berk. & M.A.Curtis) Sacc. (1887) - SUA - Pluteus chusqueaecolus E.Horak (1964) - America de Sud - Pluteus cinerascens P.Banerjee & Sundb. (1993) - SUA - Pluteus cinereofuscus J.E.Lange (1917) - E - Pluteus cinerellus Singer (1956 ) - SUA - Pluteus circumscissus Singer (1959) – Bolivia - Pluteus citrinocarnescens Henn. (1901) – Africa - Pluteus citrinus Murrill (1941) - Florida - Pluteus combustorum Velen. (1929) - E - Pluteus compressipes Murrill (1917) - Jamaica - Pluteus concentricus E.Horak (2008) - Noua Zeelandă - Pluteus congolensis Beeli (1928) - Africa | - Pluteus conizatus (Berk. & Broome) Sacc. (1887) - Sri Lanka - Pluteus crenulatus Justo, Battistin & Angelini (2012) - Republica Dominicană - Pluteus cubensis (Murrill) Dennis (1953) - Antilele Mici - Pluteus cyanopus Quél. (1883) - E, Africa, America de Nord - Pluteus daidoi S.Ito & S.Imai (1940) - Japonia - Pluteus deceptivus Minnis & Sundb. (2010) - SUA - Pluteus decoloratus E.Horak (2008) - Noua Zeelandă - Pluteus defibulatus Singer (1952) - Argentina - Pluteus delicatulus C.K.Pradeep & K.B.Vrinda (2006) - India - Pluteus deliquescens Murrill (1917) - SUA - Pluteus dennisii Singer (1989) - Trinidad și Tobago - Pluteus densifibrillosus Menolli & Capelari (2010) - Brazilia - Pluteus depauperatus Romagn. (1956) - E - Pluteus diettrichii Bres. (1905) - E - Pluteus diptychocystis Singer (1954) - America de Sud - Pluteus diverticulatus Corriol (2004) - E - Pluteus dominicanus Singer (1961) - America de Sud - Pluteus earlei Murrill (1911) - Cuba - Pluteus eliae Singer (1959) - Bolivia - Pluteus eludens Malysheva, Minnis & Justo (2011) - Madeira, Portugalia, Rusia, SUA - Pluteus ephebeus (Fr.) Gillet (1876) - E - Pluteus escharites (Berk. & Broome) Sacc. (1887) - Sri Lanka - Pluteus espeletiae Singer (1961) - America de Sud - Pluteus eucryphiae Singer (1969) - Chile - Pluteus eugraptus (Berk. & Broome) Sacc. (1887) - E și restul lumii - Pluteus eupigmentatus Singer (1959) - Argentina, Bolivia - Pluteus excentricus Velen. (1920) - E - Pluteus exiguus (Pat.) Sacc. (1887) - E - Pluteus exilis Singer (1989) - SUA - Pluteus fallax Singer (1959) - Brazilia - Pluteus fastigiatus Singer (1952) - America de Sud - Pluteus favrei V. Antonín & P. Škubla (2000) - E - Pluteus fenzlii (Stephan Schulzer von Müggenburg\|Schulzer]]) Corriol & P.-A.Moreau (2007) - E - Pluteus fernandezianus Singer (1959) - Chile - Pluteus fibrillosus Murrill (1917) - SUA - Pluteus fibulatus Singer (1951) - America de Sud - Pluteus flammipes E.Horak (1964) - America de Sud - Pluteus flavipes Petch (1924) - Asia - Pluteus flavofuligineus G.F.Atk. (1902) - SUA - Pluteus flavomarginatus Petch (1922) - Asia - Pluteus floridanus Murrill (1943) - SUA - Pluteus fluminensis Singer (1959) - Brazilia - Pluteus fraxineus Velen. (1929) - E - Pluteus fuligineovenosus E.Horak (1964) - America de Sud - Pluteus fuliginosus Murrill (1917) - SUA - Pluteus fulvobadius Murrill (1917) - SUA - Pluteus fusconigricans (Berk. & Broome) Sacc. (1887) - Sri Lanka - Pluteus giganteus Massee (1896 ) - America de Sud - Pluteus glabrescens Murrill (1917) – SUA - Pluteus glaucotinctus E.Horak (1977) - Africa - Pluteus glaucus Singer (1961) - America de Sud - Pluteus globiger Singer (1951) - America de Sud - Pluteus glyphidatus (Berk. & Broome) Sacc. (1887) - Sri Lanka - Pluteus glutinosus Singer (1989) - Panama - Pluteus grandineus (Berk. & Broome) Sacc. (1887) - Sri Lanka - Pluteus granularis Peck (1885) - SUA - Pluteus granulatus [[Giacomo Bresadola\|Bres. (1881) - E - Pluteus griseobrunneus Murrill (1917) - SUA - Pluteus griseoluridus P.D.Orton (1984) - E - Pluteus griseoroseus Beeli (1928) - Africa - Pluteus harrisii Murrill (1911) - Jamaica - Pluteus haywardii Singer (1956) - frica de Sud - Pluteus hendersoniensis Singer (1989) - Oceania - Pluteus heterocystis P.Banerjee & Sundb. (1993) - SUA - Pluteus heteromarginatus Justo (2011) - SUA - Pluteus hiatulus Kühner (1953) - E - Pluteus hiemalis Singer (1959) - Argentina - Pluteus hispidilacteus E.Horak (2008) - Noua Zeelandă - Pluteus hispidulus (Fr.) Gillet (1876) - E, Asia | - Pluteus hololeucus Singer (1956) - Argentina - Pluteus homolae Minnis & Sundb. (2010) - SUA - Pluteus hongoi Singer (1989) - Japonia - Pluteus horakianus Rodr.-Alcánt. (2009) - Mexic - Pluteus horridilamellus S.Ito & S.Imai 1940 - Japonia - Pluteus horridus Singer (1973) - Mexic - Pluteus hylaeicola Singer (1989) - Brazilia - Pluteus iguazuensis Singer (1956) - Argentina - Pluteus inconspicuus E.Horak (2008) - Noua Zeelandă - Pluteus inflatus Velen. (1920) - E - Pluteus inocybirimosus E.Horak (1964) - America de Sud - Pluteus inquilinus Romagn. (1979) - E - Pluteus insidiosus Vellinga & Schreurs (1985) - E - Pluteus jamaicensis Murrill (1911) - America de Nord, America de Sud, Jamaica - Pluteus keissleri Singer (1929) - E - Pluteus kobayasii Hongo (1976) - Papua Noua Guinea - Pluteus kuthanii Singer (1989) - E - Pluteus laetifrons (Berk. & M.A.Curtis) Sacc. (1887) - Cuba - Pluteus laetus Singer (1959) - Bolivia - Pluteus laricinus P.Banerjee & Sundb. (1993) - SUA - Pluteus latifolius Murrill (1917) - SUA - Pluteus leaianus Singer (1973) - SUA - Pluteus leoninus (Schaeff.) P.Kumm. (1871) - E - Pluteus lepiotiformis Murrill (1917) - SUA - Pluteus leucocyanescens Singer (1973) - Mexic - Pluteus lilacinus (Sacc.) Singer (1961) - SUA - Pluteus lipidocystis Bonnard (1986) - E - Pluteus longipes Murrill (1917) - SUA - Pluteus longistriatus (Peck) Peck (1885) - SUA - Pluteus losulus (Beeli) Justo (2011) - Africa - Pluteus luctuosus Boud. (1905) - E - Pluteus ludovicianus Murrill (1917) - America de Nord - Pluteus luteostipitatus C.K.Pradeep & K.B.Vrinda (2008) - India - Pluteus lutescens (Fr.) Bres. (1929) - E și restul lumii - Pluteus luteus (Redhead & B.Liu) Redhead (1984) - China - Pluteus machidae S.Ito & S.Imai (1940) - Japonia - Pluteus maculosipes Singer (1961) - America de Sud - Pluteus magnus McClatchie (1897) - SUA - Pluteus major Singer (1989) - SUA - Pluteus mammifer Romagn. (1979) - E - Pluteus mammillatus (Burton Orange Longyear\|Longyear]]) Minnis, Sundb. & Methven (2006) – SUA - Pluteus martinicensis Singer & Fiard (1983) - Martinique - Pluteus melanopotamicus Singer (1989) - Brazilia - Pluteus melleipes Murrill (1917) - SUA - Pluteus melleus Murrill (1917) - SUA - Pluteus mesosporus Singer (1961) - America de Sud - Pluteus microspermus E.Horak (2008) - Noua Zeelandă - Pluteus microsporus (Dennis) Singer (1956) – Trinidad - Pluteus minor G.Stev. (1962) - Noua Zeelandă - Pluteus minutus Pat. (1909) - Asia - Pluteus multiformis Justo, A.Caball. & G.Muñoz (2011) - E - Pluteus multistriatus Murrill (1911) - Mexic - Pluteus myceniformis Murrill (1917) - Jamaica - Pluteus nanellus Murrill (1917) - SUA - Pluteus nanus (Pers.) P.Kumm. (1871) - E - Pluteus neophlebophorus Singer (1959) - Bolivia - Pluteus neotropicalis Rodr.-Alcánt. (2008) - Mexic - Pluteus nevadensis Rodr.-Alcánt. (2010) - Mexic - Pluteus nigrofloccosus (R.Schulz) J.Favre (1948) - E - Pluteus nigrolineatus Murrill (1939) - SUA - Pluteus nigropallescens Singer (1961) - America de Sud - Pluteus nigroviridis Babos (1983) - E - Pluteus nitens Pat. (1898) - Mexic - Pluteus niveus Murrill (1917) - SUA - Pluteus nothofagi E.Horak (1964) - America de Sud - Pluteus nothopellitus Justo & M.L.Castro (2007) - E - Pluteus ochraceus E.Horak (1964) - America de Sud | - Pluteus okabei S.Ito & S.Imai (1940) - Japonia - Pluteus oligocystis Singer (1959) - Bolivia - Pluteus osornensis E.Horak (1964) - America de Sud - Pluteus pallescens P.D.Orton (1960) - E - Pluteus pallidocervinus Murrill (1917) - SUA - Pluteus pallidus Homola (1960) - E, America de Nord - Pluteus pantherinus Courtec. & M.Uchida (1991) - Japonia - Pluteus paradoxus E.Horak (2008) - Noua Zeelandă - Pluteus paraensis Singer (1973) - Brazilia - Pluteus pauperculus E.Horak (2008) - Noua Zeelandă - Pluteus pellitus (Pers.) P.Kumm. (1871) - E - Pluteus perroseus E.Horak (1983) - Oceania - Pluteus petasatus (Fr.) Gillet (1876) - E - Pluteus phaeocephalus Har.Takah. (2001) - Japonia - Pluteus phaeocyanopus Minnis & Sundb. (2010) - SUA - Pluteus phaeoleucus E.Horak (1977) - Africa - Pluteus phlebophoroides Henn. (1896) - Noua Zeelandă - Pluteus phlebophorus (L. P. Fr. Ditmar\|Ditmar]]) P.Kumm. (1871) - E - Pluteus pilatii Velen. (1929) - E - Pluteus plautus (Johann Anton Weinmann\|Weinm.]]) Gillet (1876) - E - Pluteus pluvialis Singer (1959) - Bolivia - Pluteus podospileus Sacc. & Cub. (1887) - E, America de Nord, Japonia - Pluteus poliocnemis Kühner (1956) - E - Pluteus polycystis Singer (1959) - Argentina - Pluteus pouzarianus Singer (1983) - E, America de Nord, Japonia, Noua Zeelandă - Pluteus praerugosus Murrill (1920) - SUA - Pluteus primus Bonnard (1993) - E - Pluteus pseudeugraptus E.Horak (1964) - America de Sud - Pluteus pseudorobertii M.M.Moser (1953) - E - Pluteus psichriophorus (Berk. & Broome) Sacc. (1887) - Sri Lanka - Pluteus puberulus Velen. (1920) - E - Pluteus pulverulentus Murrill (1917) - Grenada - Pluteus pulvinus (Berk. & Broome) Sacc. (1887) - Sri Lanka - Pluteus pumilis Murrill (1946) - SUA - Pluteus pusillulus Romagn. (1940) - E - Pluteus puttemansii Menolli & Capelari (2010) - Brazilia - Pluteus raphaniodorus E.Horak (1964) - America de Sud - Pluteus readiarum G.Stev. (1962) - Noua Zeelandă - Pluteus reisneri Velen. (1920) - E - Pluteus reticulatus Murrill (1911) - Jamaica - Pluteus rhoadsii Murrill (1939) - SUA - Pluteus riberaltensis Singer (1959) - Bolivia - Pluteus ricardii Singer (1969) - Chile - Pluteus rimosoaffinis Singer (1879) - Argentina - Pluteus rimosellus Singer (1951) - America de Sud - Pluteus rimosus Murrill (1911) - Jamaica - Pluteus rimulosus Romagn. (1956) - E - Pluteus riograndensis Singer (1953) - America de Sud - Pluteus robertii (Fr.) P.Karst. (1879) - E - Pluteus romellii (Britzelm.) Sacc. (1895) - E - Pluteus roseocandidus G.F.Atk. ( 1909) - SUA - Pluteus rubrotomentosus Singer (1959) - Bolivia - Pluteus rugosidiscus Murrill (1917) - SUA - Pluteus rugososulcatus Singer (1959) - Bolivia - Pluteus sabulosus E.Horak (2008) - Noua Zeelandă - Pluteus salicinus (Pers.) P.Kumm. (1871) - E și restul lumii - Pluteus salmoneus A. V. Sathe & S.M.Kulk. (1981) - India - Pluteus sancti-xaverii Singer (1959) - Argentina - Pluteus sandalioticus Contu & Arras (2001) - E (Sardinia) - Pluteus sapiicola Singer (1959) - Argentina - Pluteus satur Kühner & Romagn. (1956) - E - Pluteus saupei Justo & Minnis (2011) - SUA - Pluteus sergii Singer (1959) - Bolivia - Pluteus seticeps (G.F.Atk.) Singer (1959) - SUA | - Pluteus silentvalleyanus C.K.Pradeep & K.B.Vrinda (2008) - India - Pluteus similis E.Horak (2008) - Noua Zeelandă - Pluteus spegazzinianus Singer (1952) - Argentina - Pluteus spilopus (Berk. & Broome) Sacc. (1887) - Sri Lanka - Pluteus spinosae Velen. (1939) - E - Pluteus spinulosus Murrill (1917) - Honduras - Pluteus squamosidiscus Murrill (1917) - SUA - Pluteus squamosopunctus E.Horak (1964) - America de Sud - Pluteus stenotrichus Justo, Battistin & Angelini (2012) – Republica Dominicană - Pluteus stephanobasis Singer (1959) - Argentina - Pluteus sterili-marginatus Peck (1885) - SUA - Pluteus sternbergii Velen. (1920) - E - Pluteus stigmatophorus (Berk. & Broome) Sacc. (1887) - Sri Lanka - Pluteus straminellus Rick (1961) - Brazilia - Pluteus striatocystis Pegler (1977) - Africa - Pluteus stylobates Velen. (1920) - E - Pluteus subantarcticus E.Horak (2008) - Noua Zeelandă - Pluteus subcervinus (Berk. & Broome) Sacc. (1887) - Sri Lanka - Pluteus subfibrillosus Singer (1959) - Brazilia - Pluteus subgriseibrunneus Murrill (1945) - SUA - Pluteus submarginatus E.Horak (1964) - America de Sud - Pluteus subminutus Singer (1959) - Bolivia - Pluteus subspinulosus E.Horak (1964) - America de Sud - Pluteus substigmaticus Singer (1959) - Bolivia - Pluteus sulcatus Singer (1951) - America de Sud - Pluteus sulfureus Velen. (1920) - E - Pluteus suzae Velen. (1939) - E - Pluteus terricola E.Horak (2008) - Noua Zeelandă - Pluteus thomsonii (Berk. & Broome) Dennis (1948) - E - Pluteus tiliacius Velen. (1920) - E - Pluteus tomentosulus (Pers.) P.Kumm. (1871) - E, SUA - Pluteus tricuspidatus Velen. (1939) - E - Pluteus triplocystis Singer (1973) - Mexic - Pluteus tucumanus Singer (1951) - America de Sud - Pluteus ugandensis Pegler (1977) - Africa - Pluteus umbrinidiscus Murrill (1917) - SUA - Pluteus umbrinoalbidus Singer (1953) - America de Sud - Pluteus umbrosus (Pers.) P.Kumm. (1871) - E - Pluteus unakensis Murrill (1917) - SUA - Pluteus variabilicolor Babos (1978) - E - Pluteus variipes Singer (1989) - Argentina - Pluteus varzeicola Singer (1989) - Brazilia - Pluteus velatus Rick (1961) - Brazilia - Pluteus velutinornatus G.Stev. (1962) - Noua Zeelandă - Pluteus velutinus Pradeep & Vrinda (2012) - India - Pluteus venosus Singer (1959) – SUA - Pluteus verae-crucis Cifuentes & Guzmán (1962) – Mexic - Pluteus veronicae G.Stev. (1962) - Noua Zeelandă - Pluteus verruculosus S.Ito & S.Imai (1940) - Japonia - Pluteus villosus (Pierre Bulliard\|Bull.]]) Quél. (1888) - E - Pluteus viscidulus Singer (1951) - America de Sud - Pluteus washingtonensis Murrill (1917) - SUA - Pluteus whiteae Murrill (1917) - SUA - Pluteus xanthopus Singer (1958) - Argentina - Pluteus xylophilus (Speg.) Singer (1951) - America de Sud - Pluteus yungensis Singer (1959) - Bolivia |

## Speciile genului în imagini (selecție)

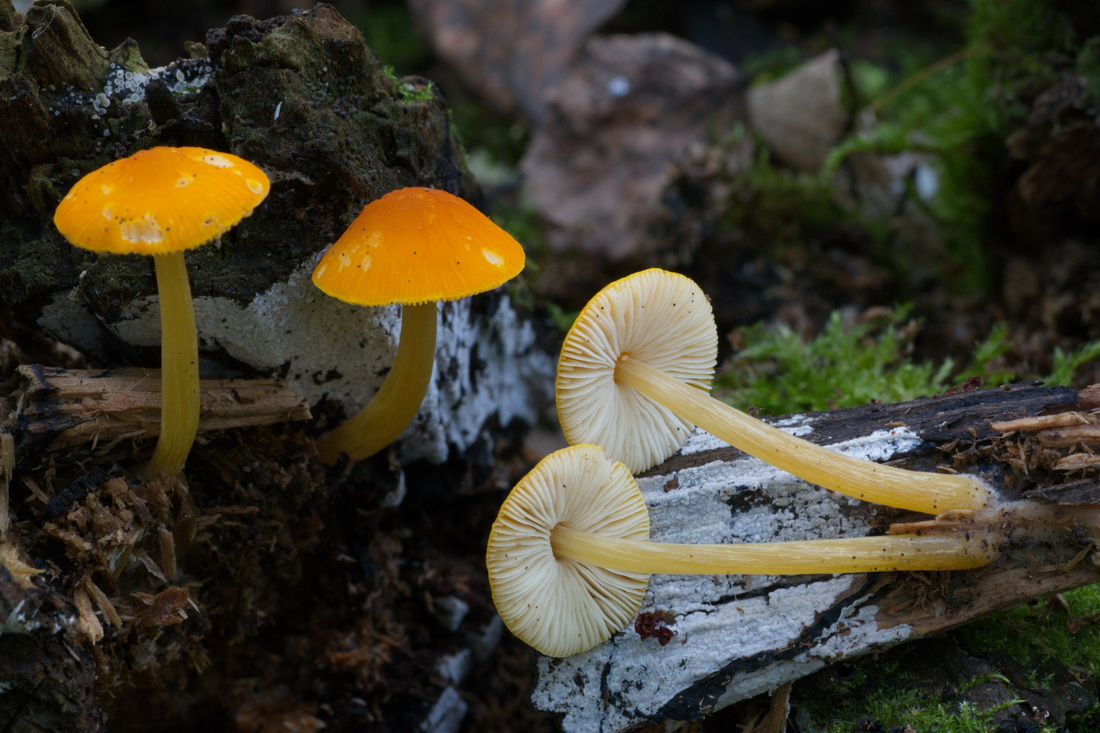
Pluteus admirabilis
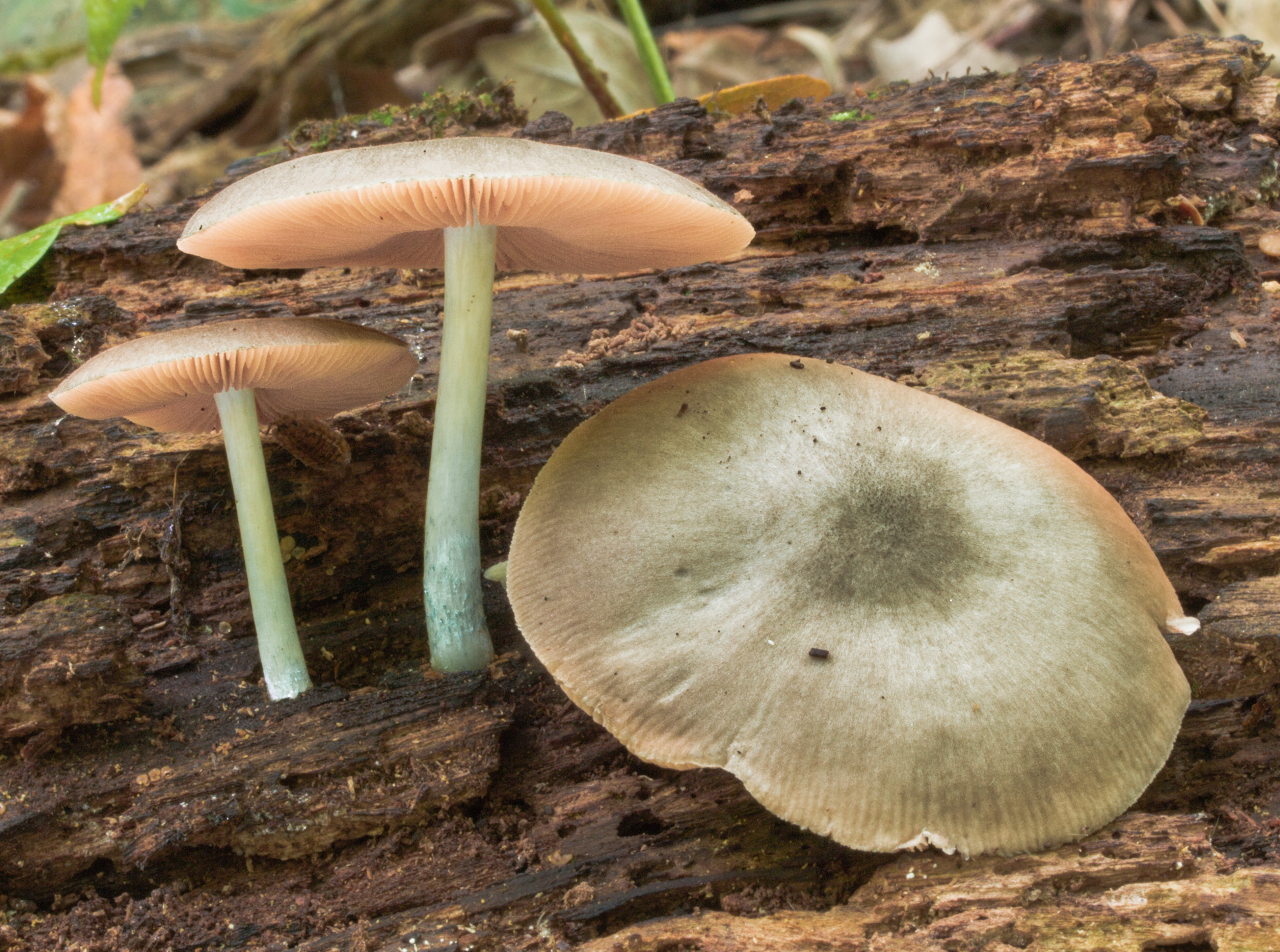
Pluteus americanus
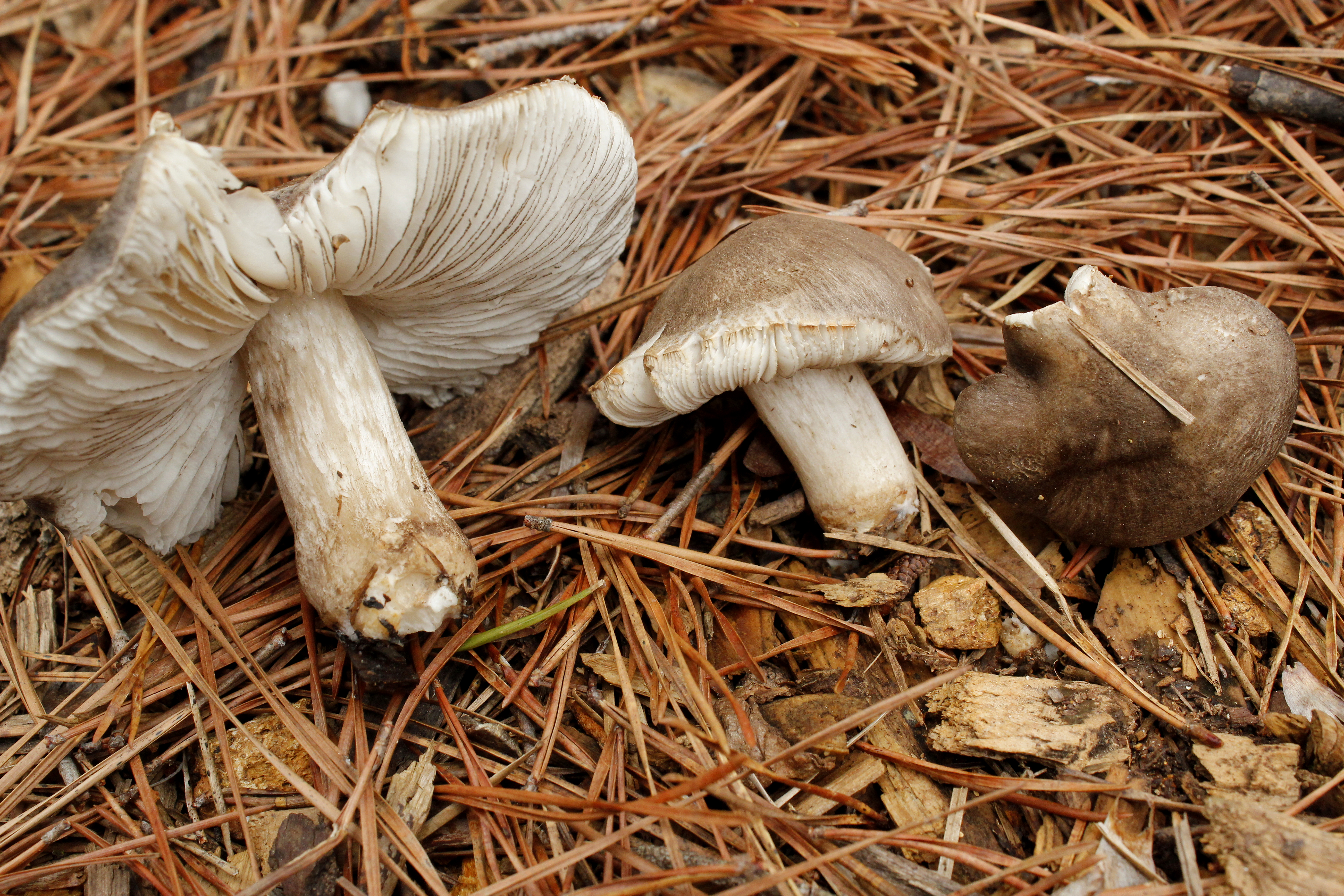
Pluteus atromarginatus
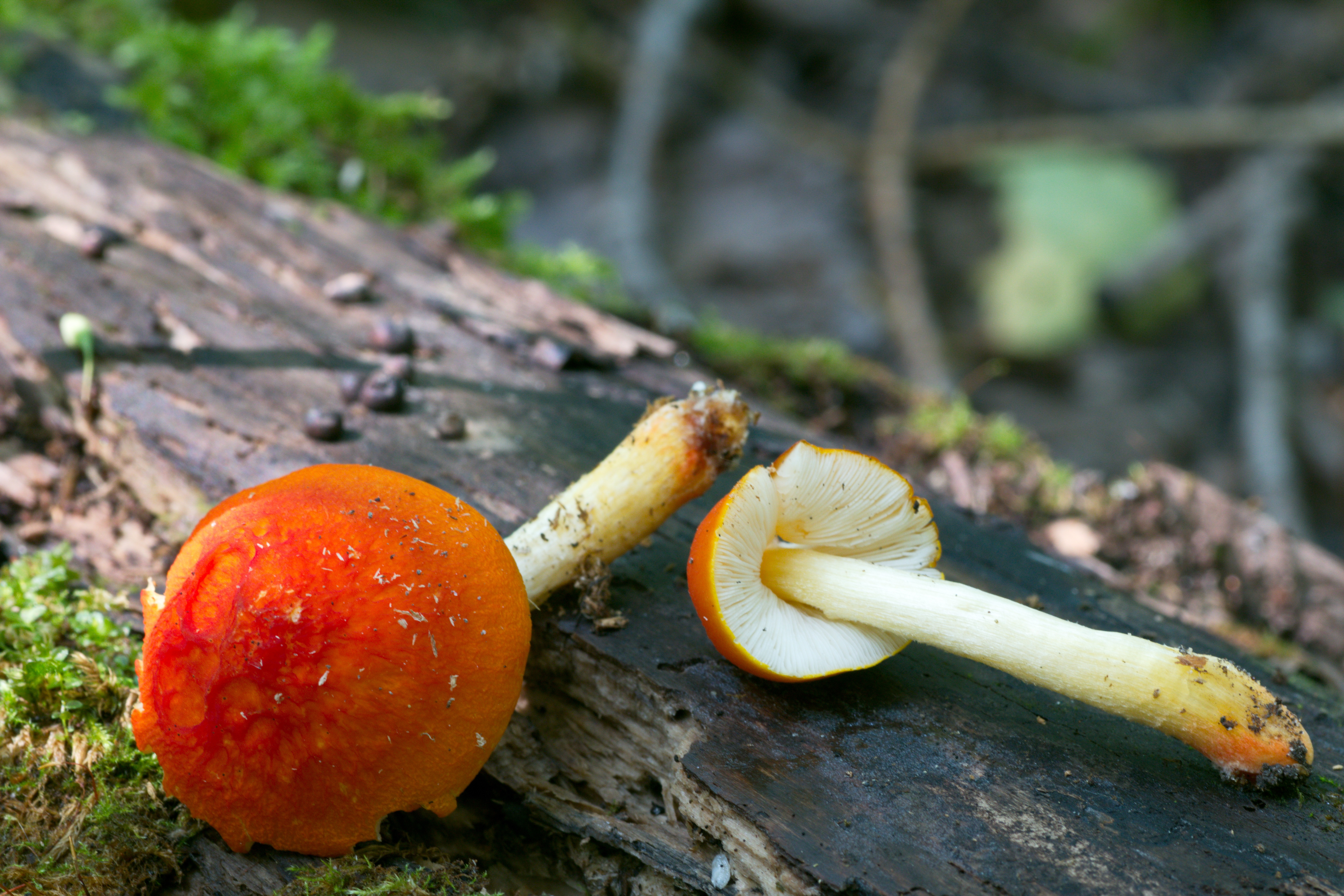
Pluteus aurantiorugosus
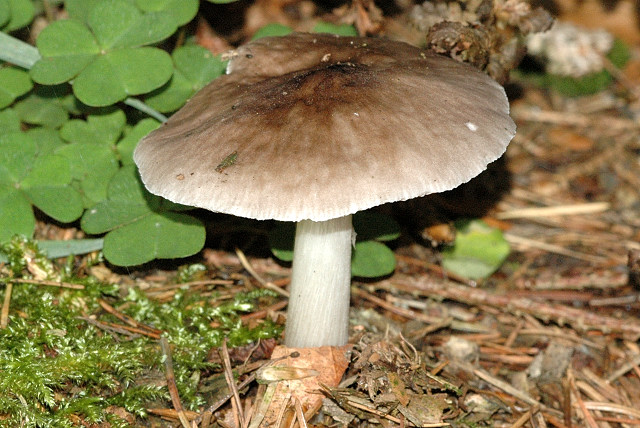
Pluteus brunneoradiatus
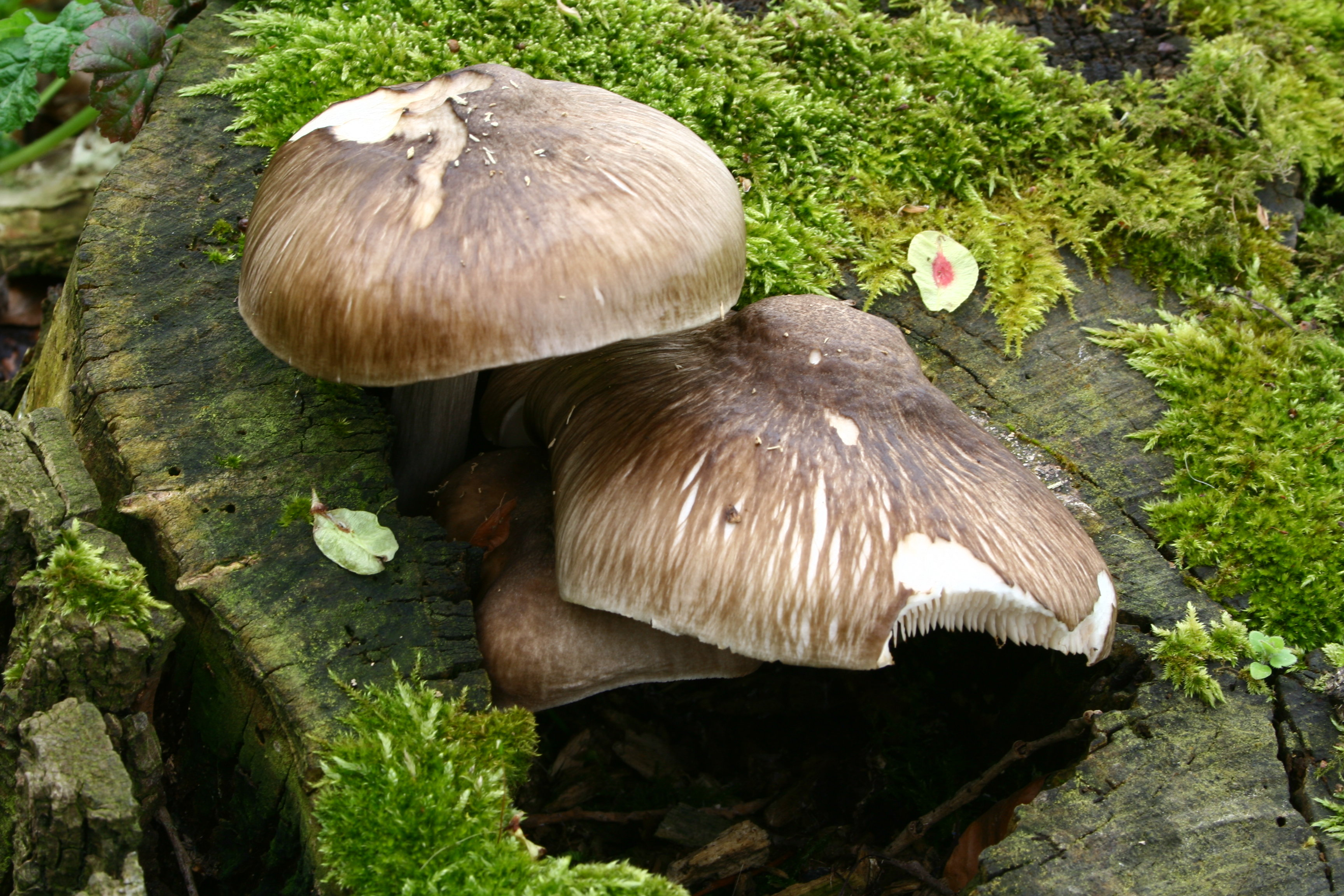
Pluteus cervinus
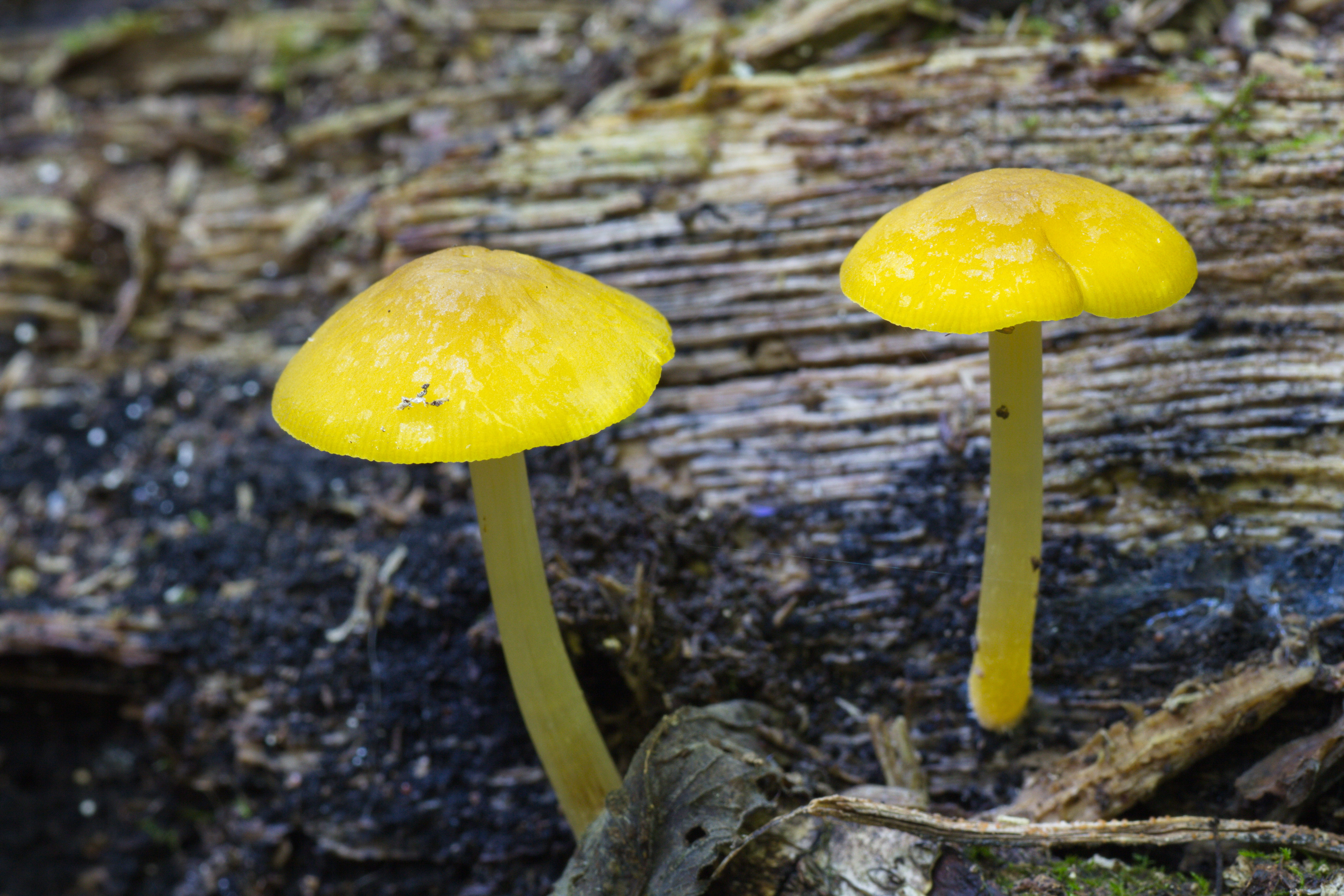
Pluteus chrysophaeus
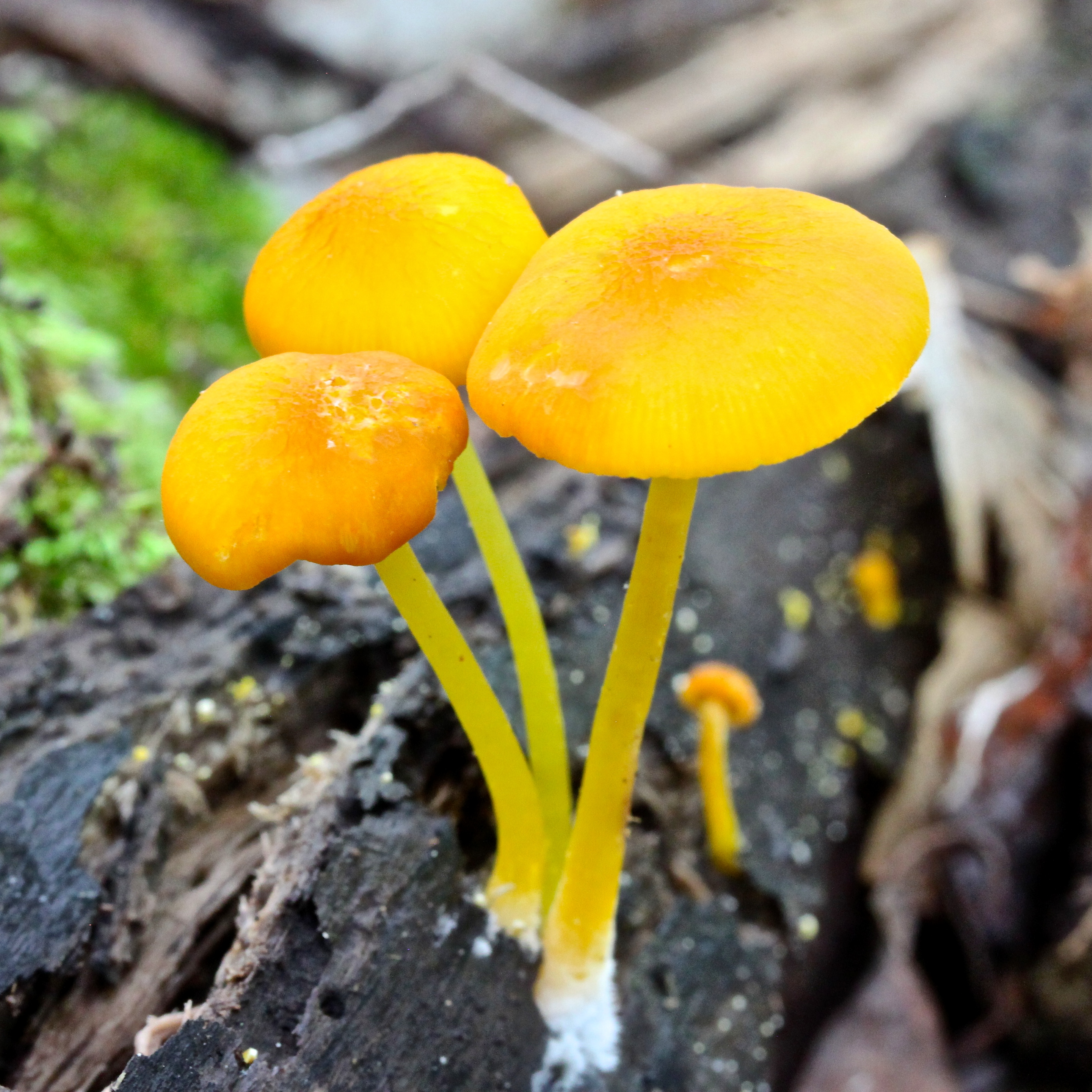
Pluteus chrysophlebius
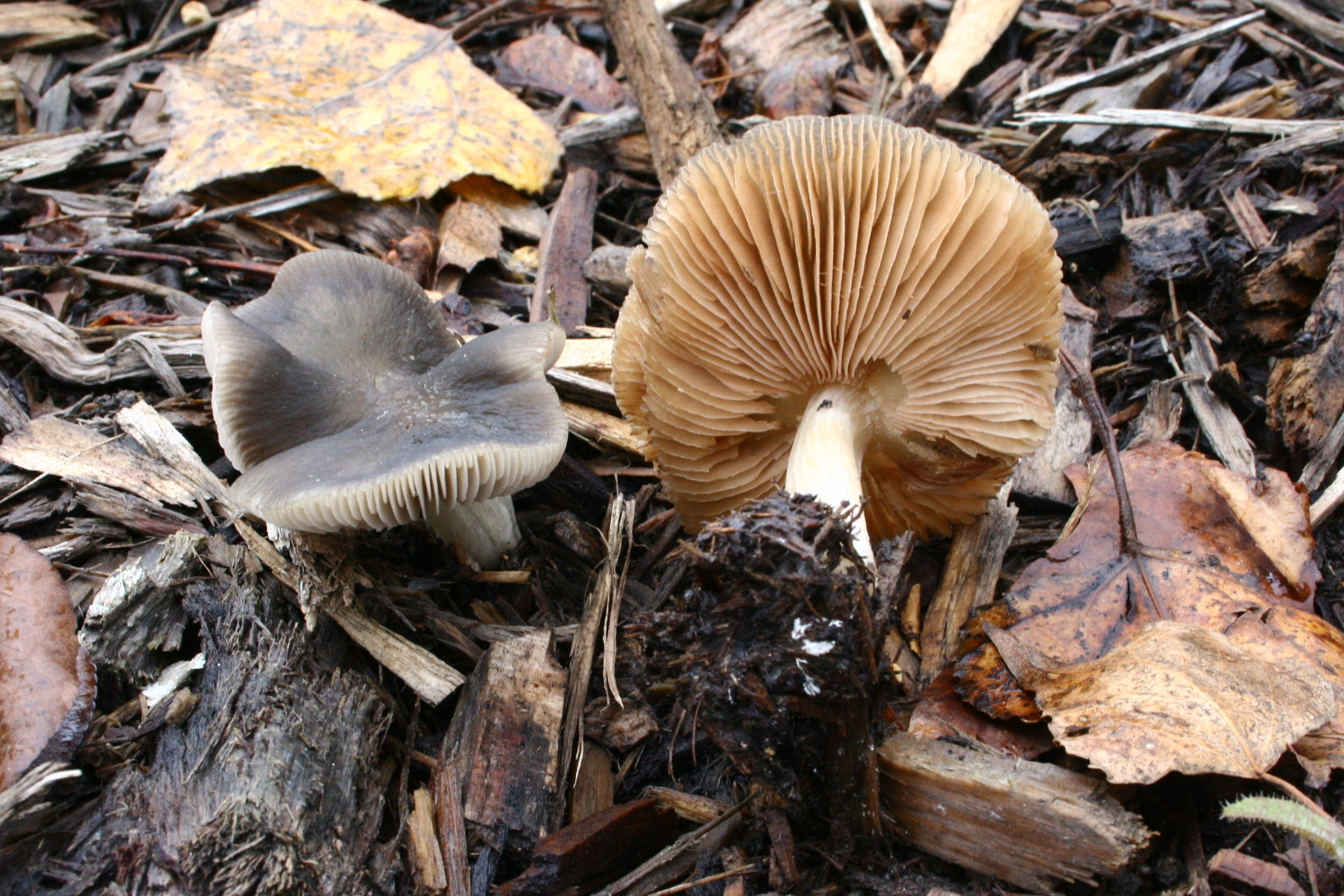
Pluteus cinereofuscus

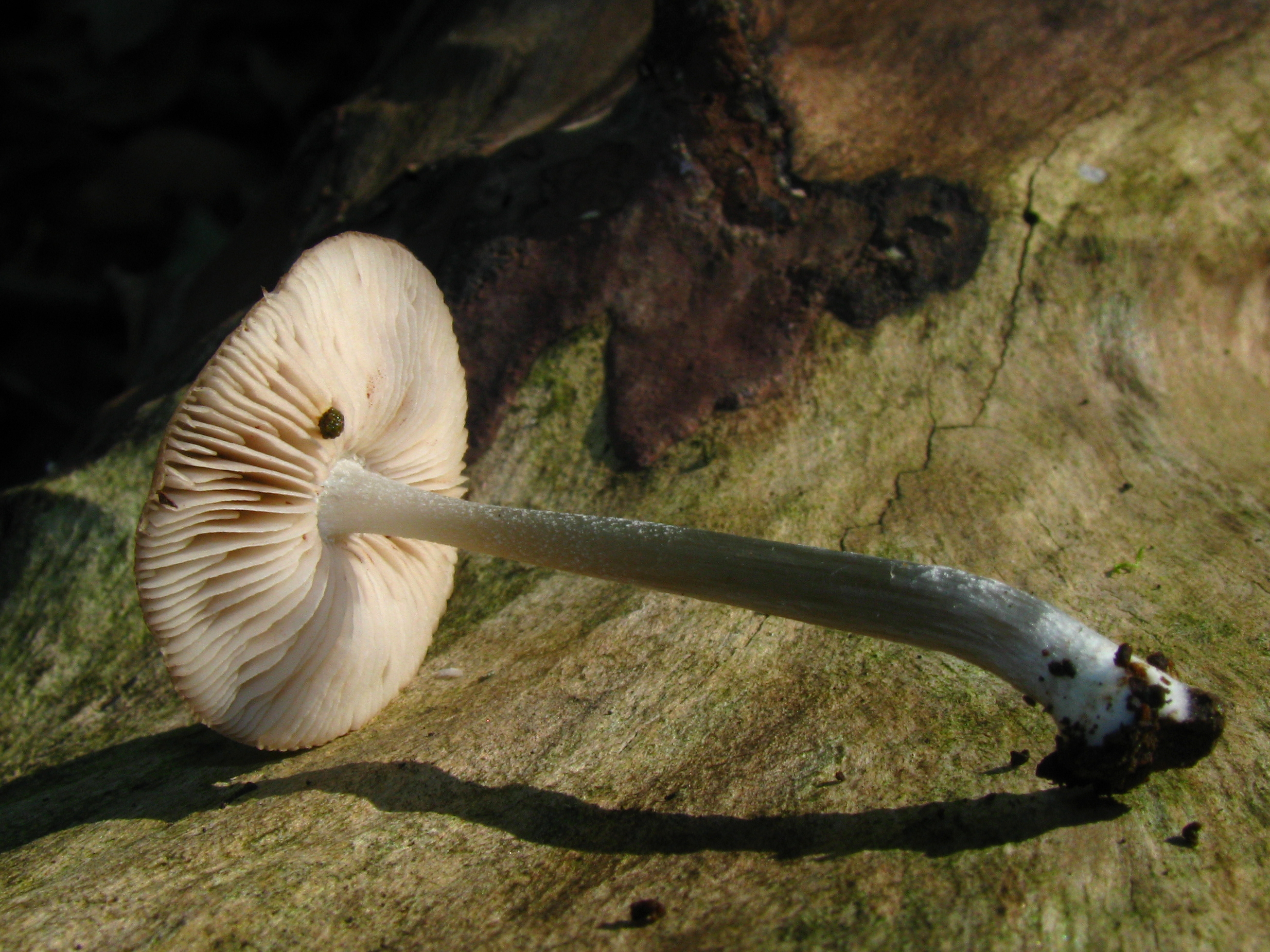
Pluteus cyanopus
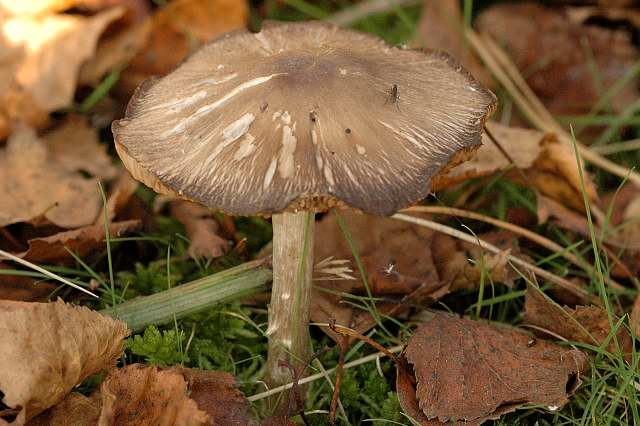
Pluteus.ephebeus
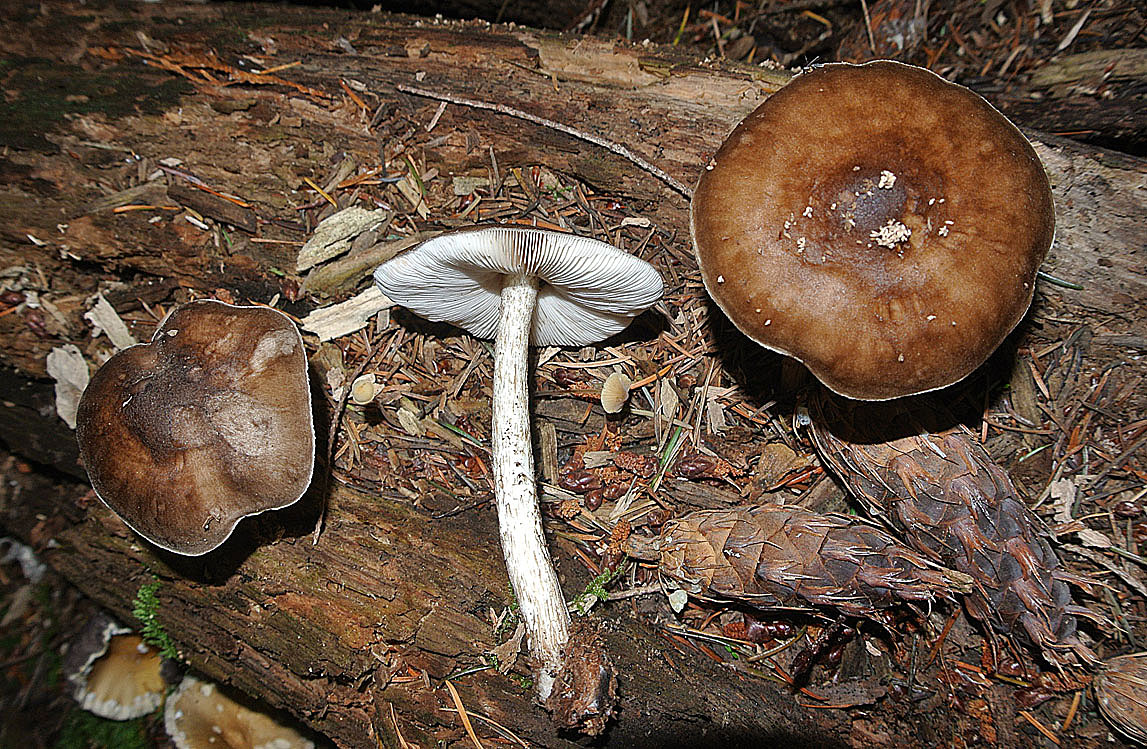
Pluteus exilis
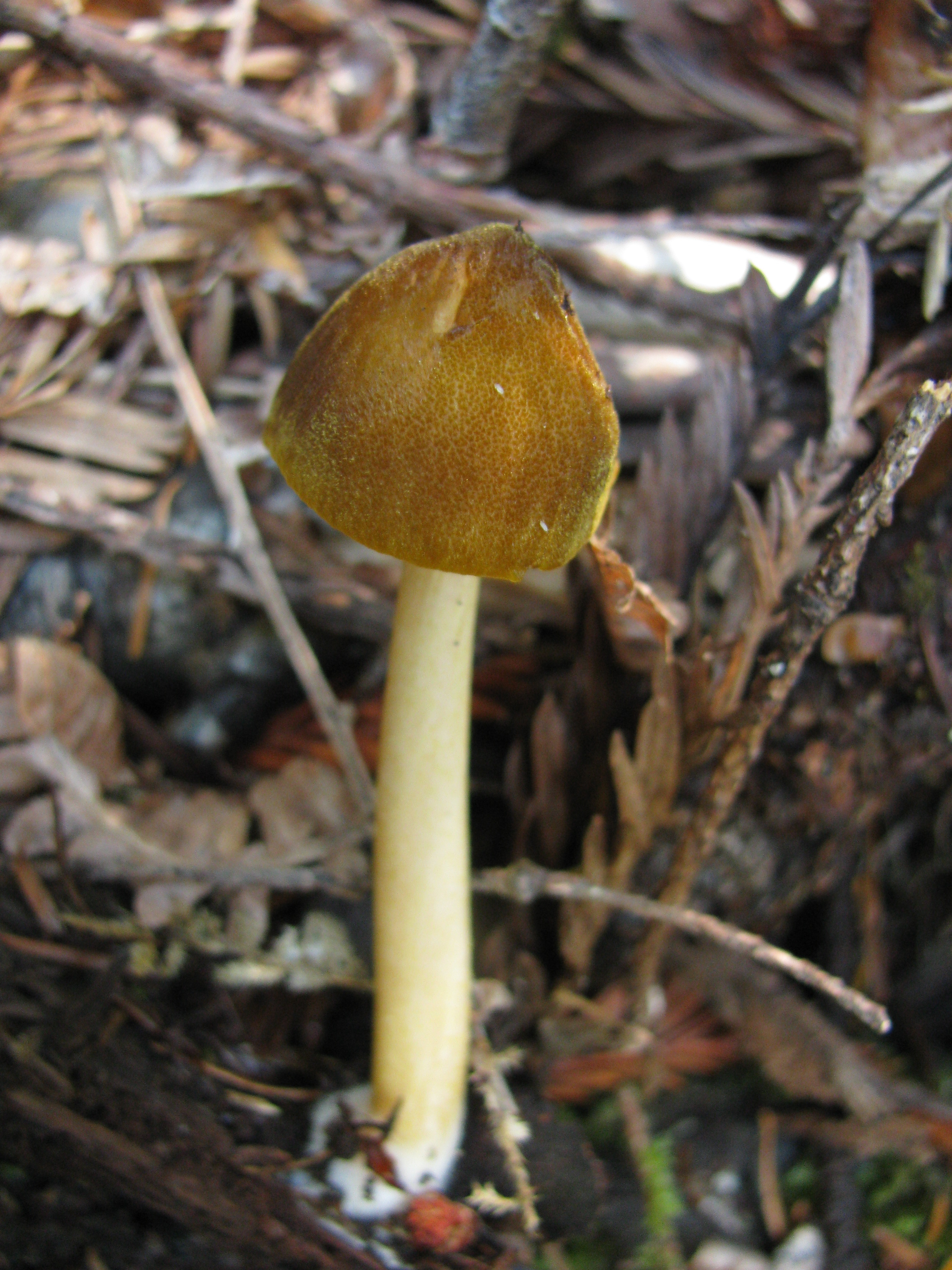
Pluteus flavofuligineus
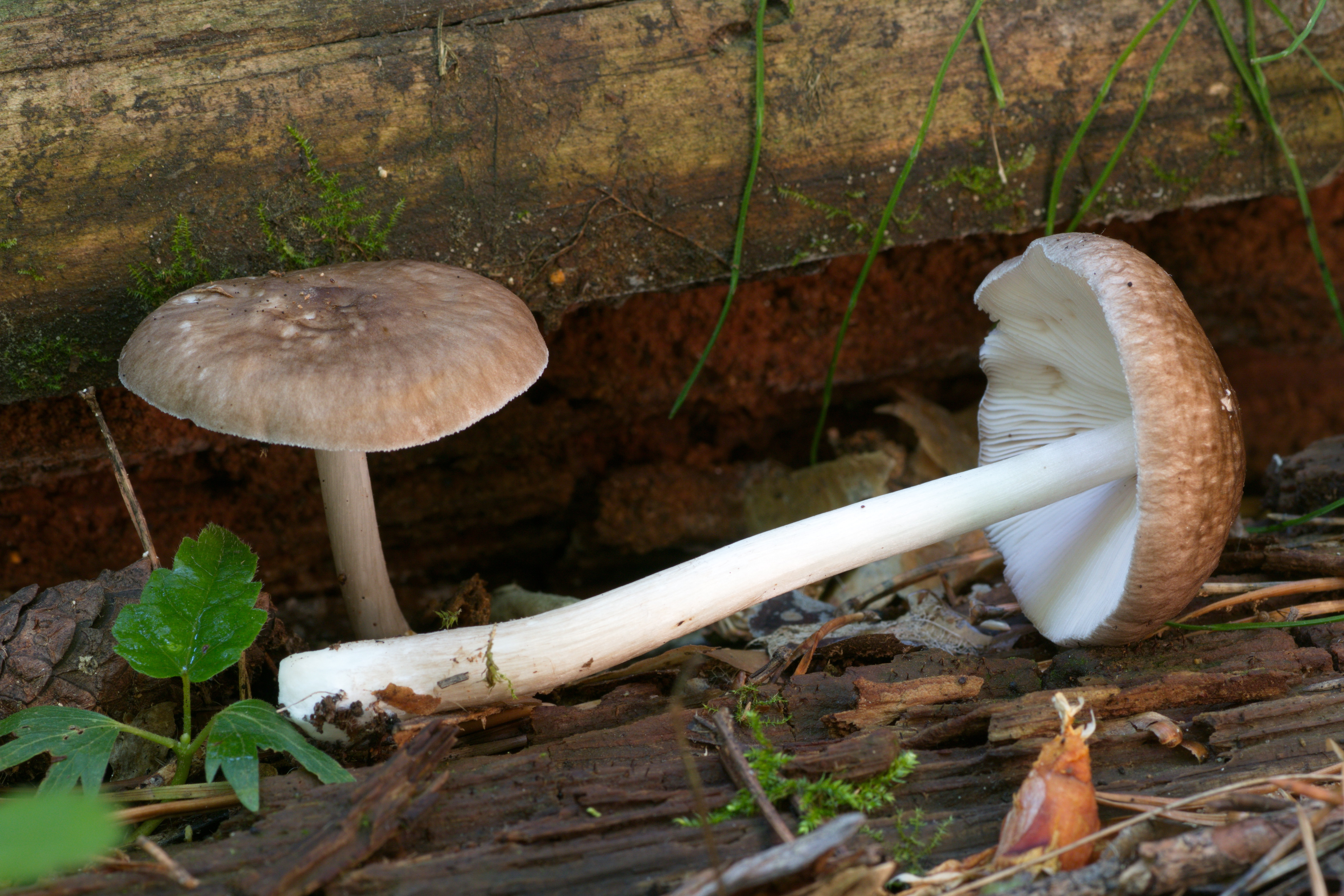
Pluteus hibbettii
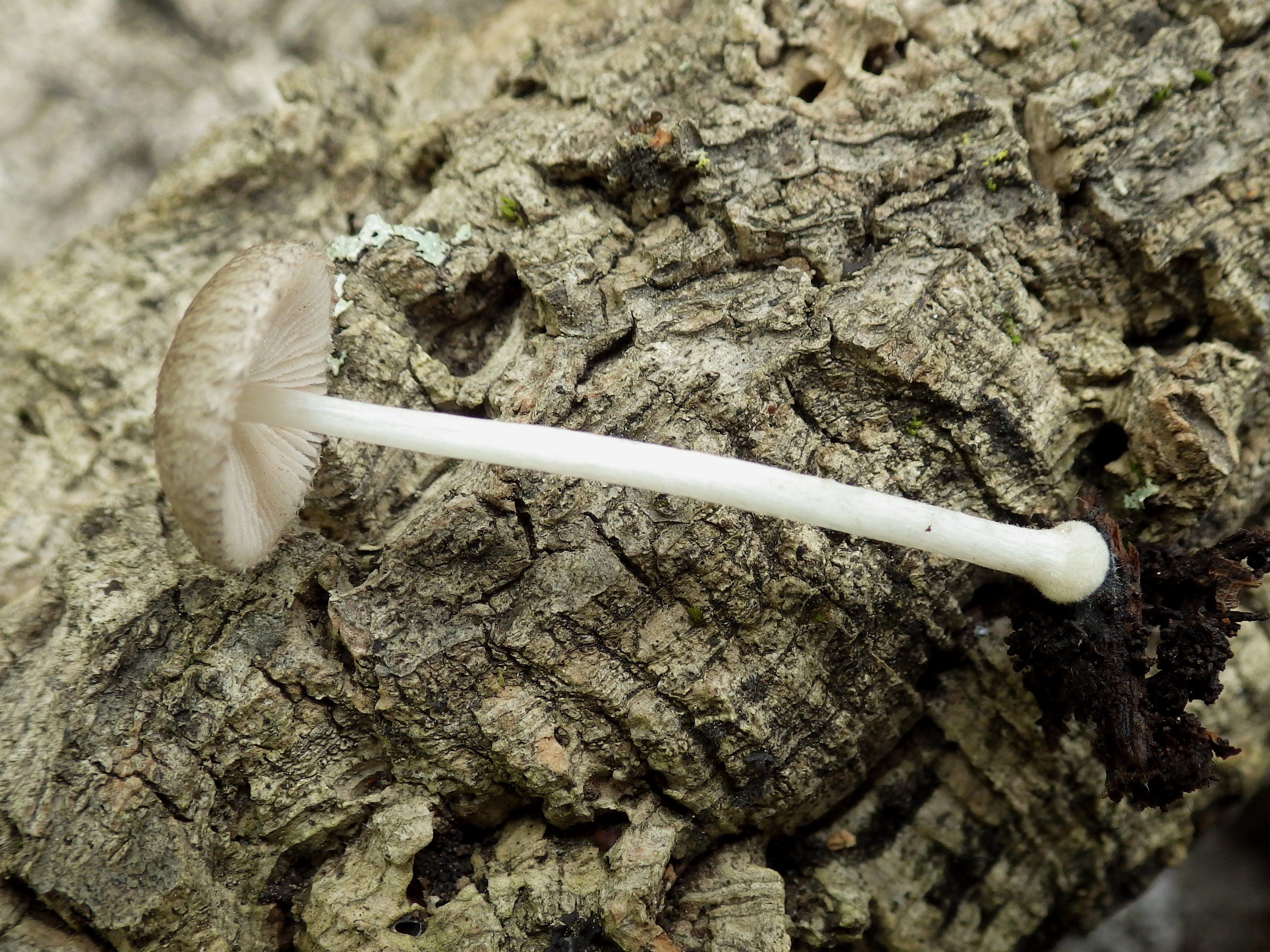
Pluteus hispidulus
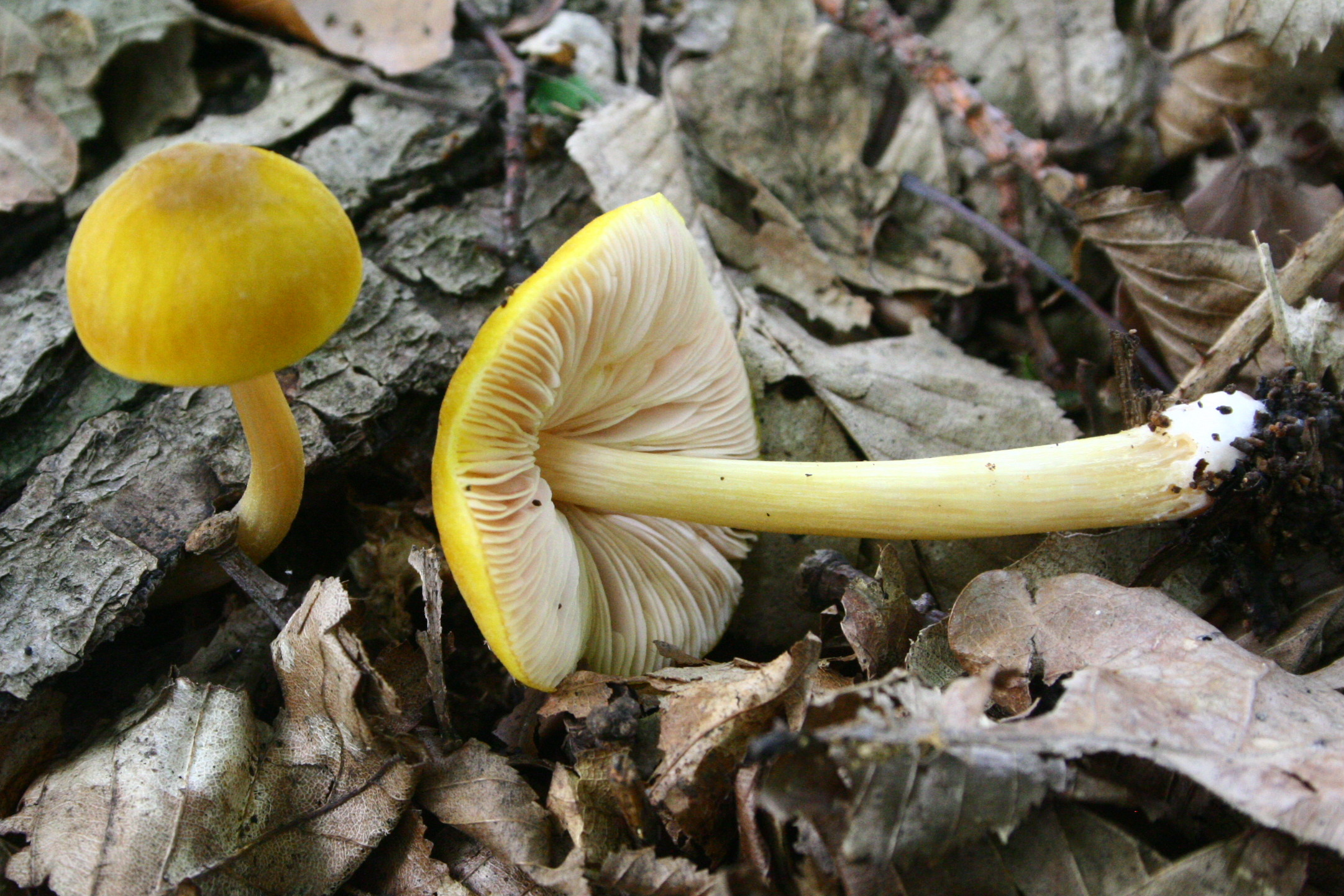
Pluteus leoninus
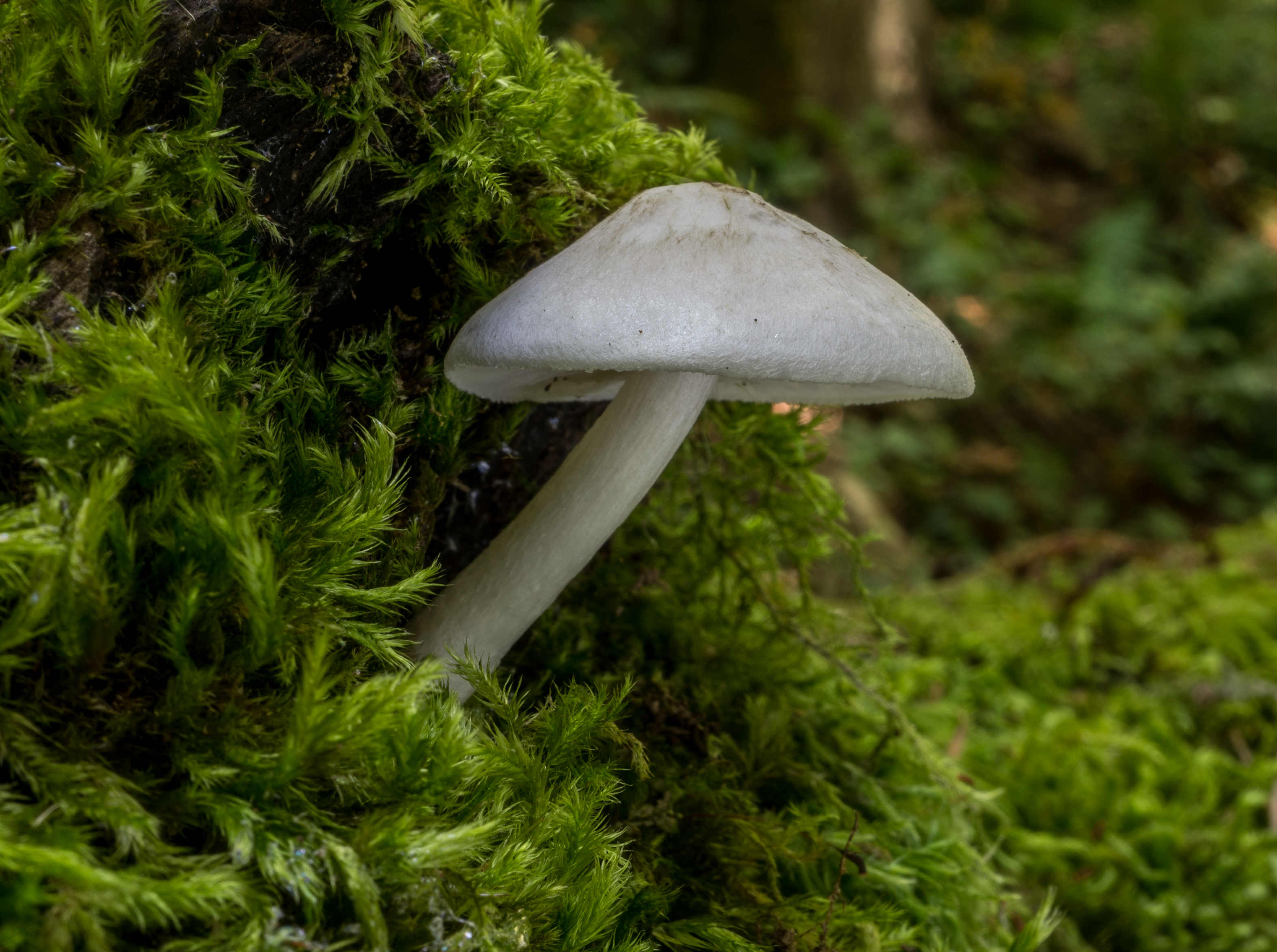
Pluteus leucoborealis
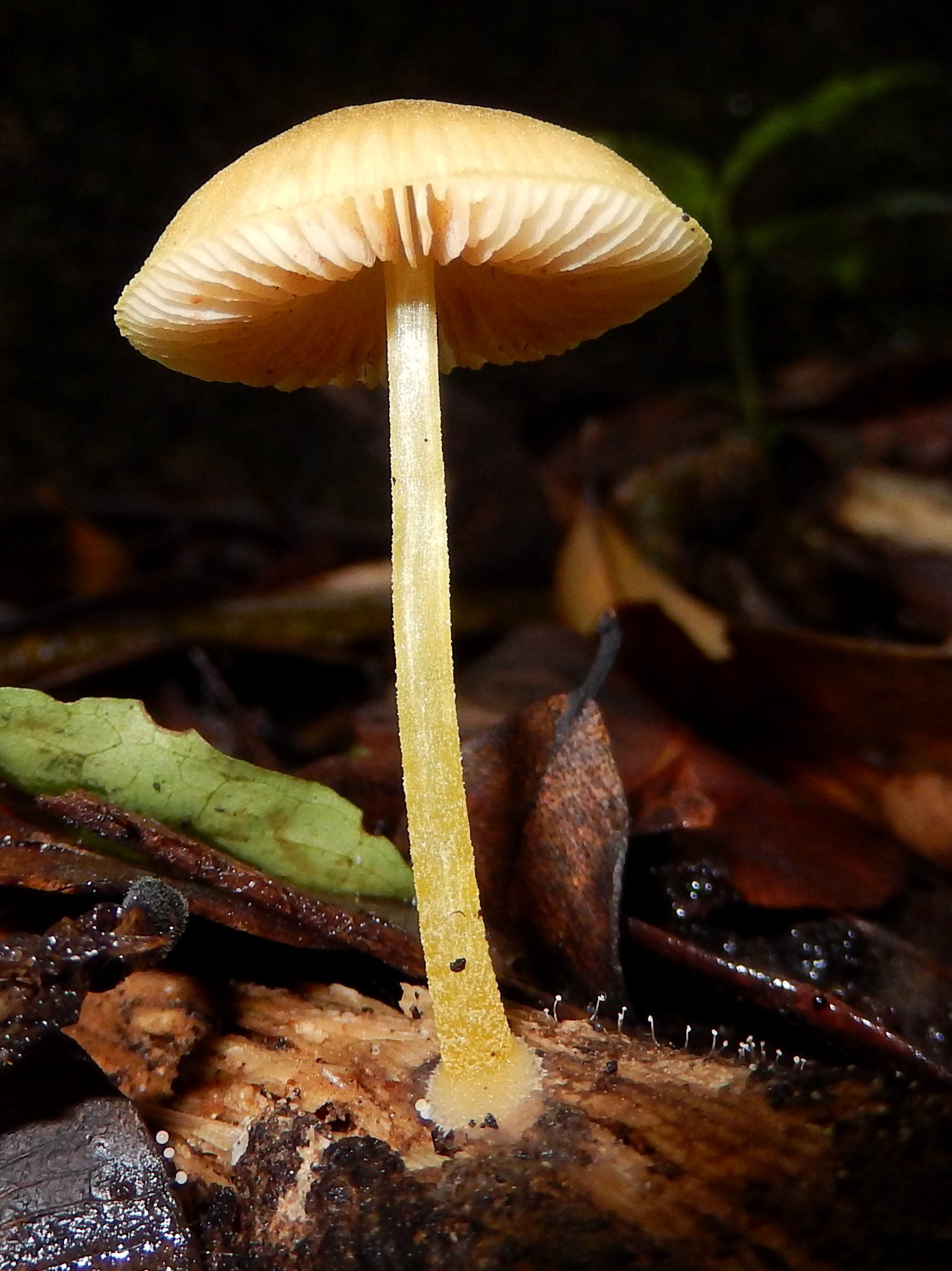
Pluteus lutescens

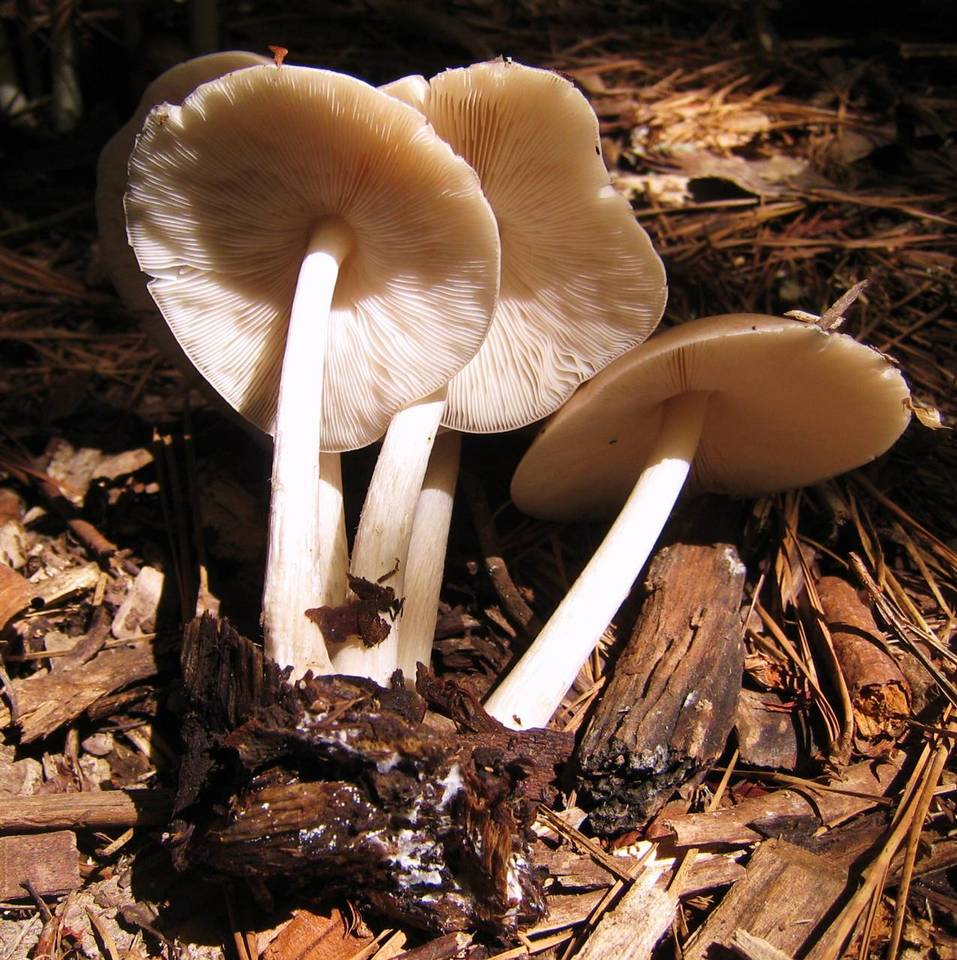
Pluteus magnus
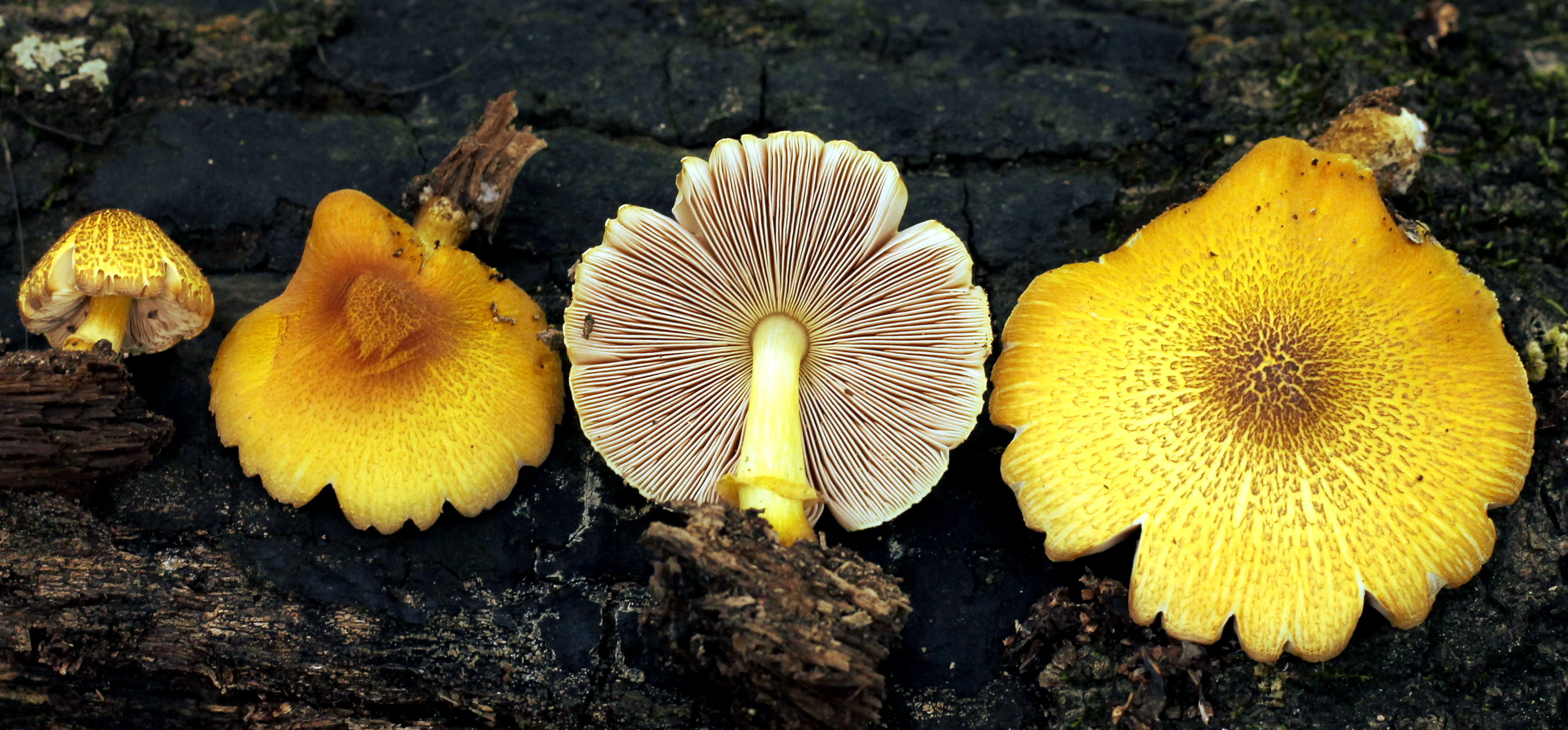
Pluteus mammillatus
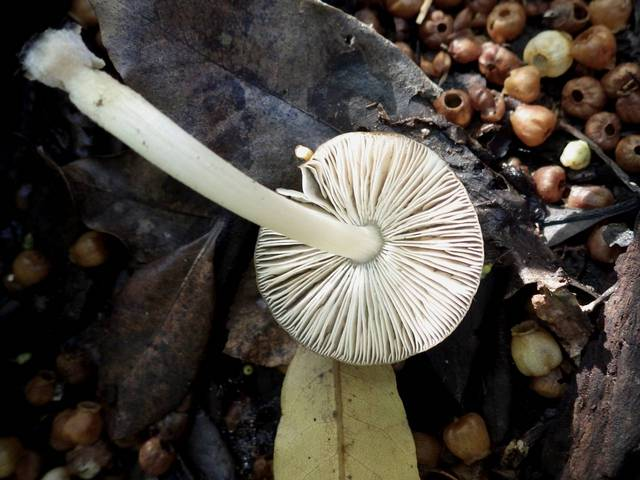
Pluteus nanus
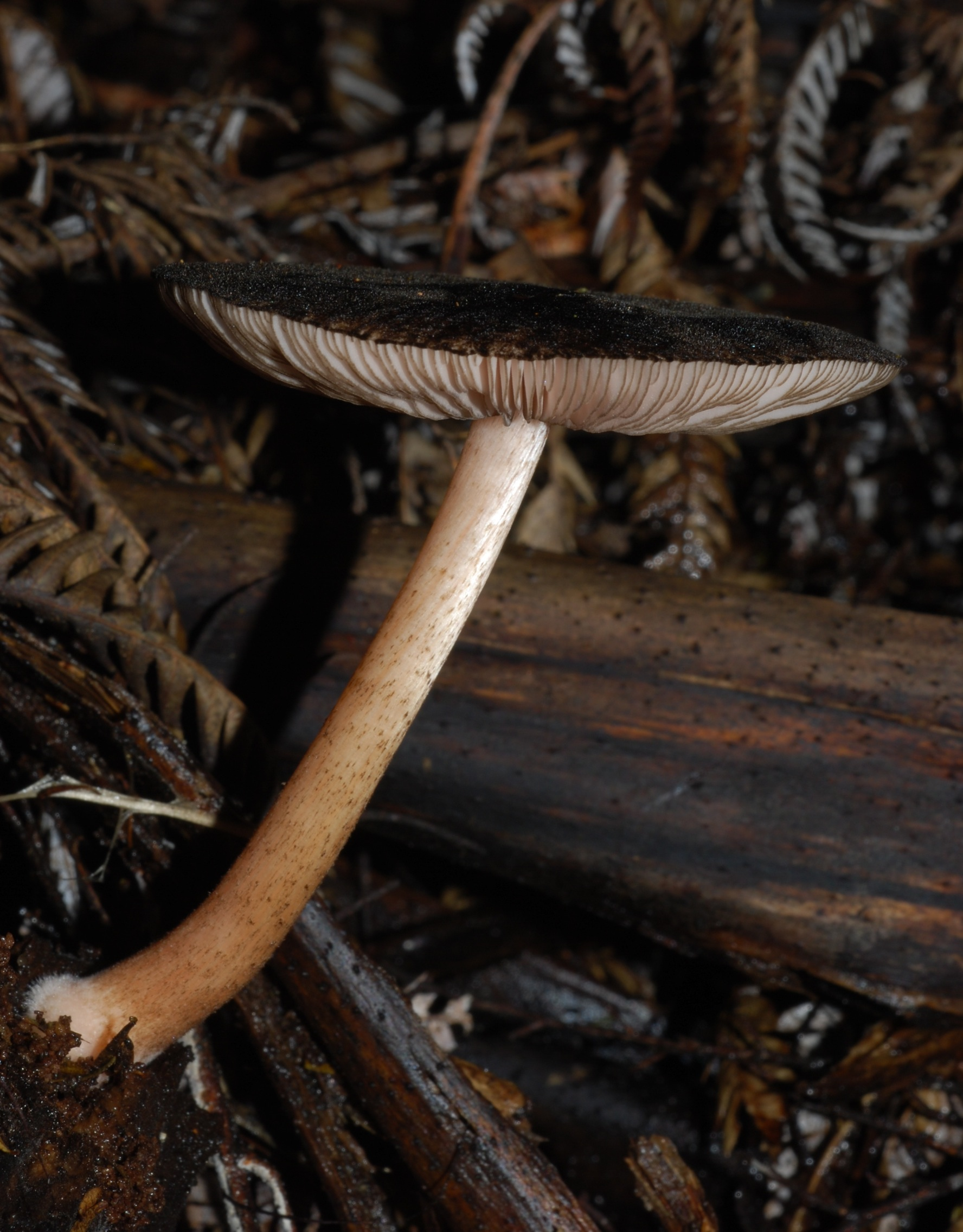
Pluteus perroseus
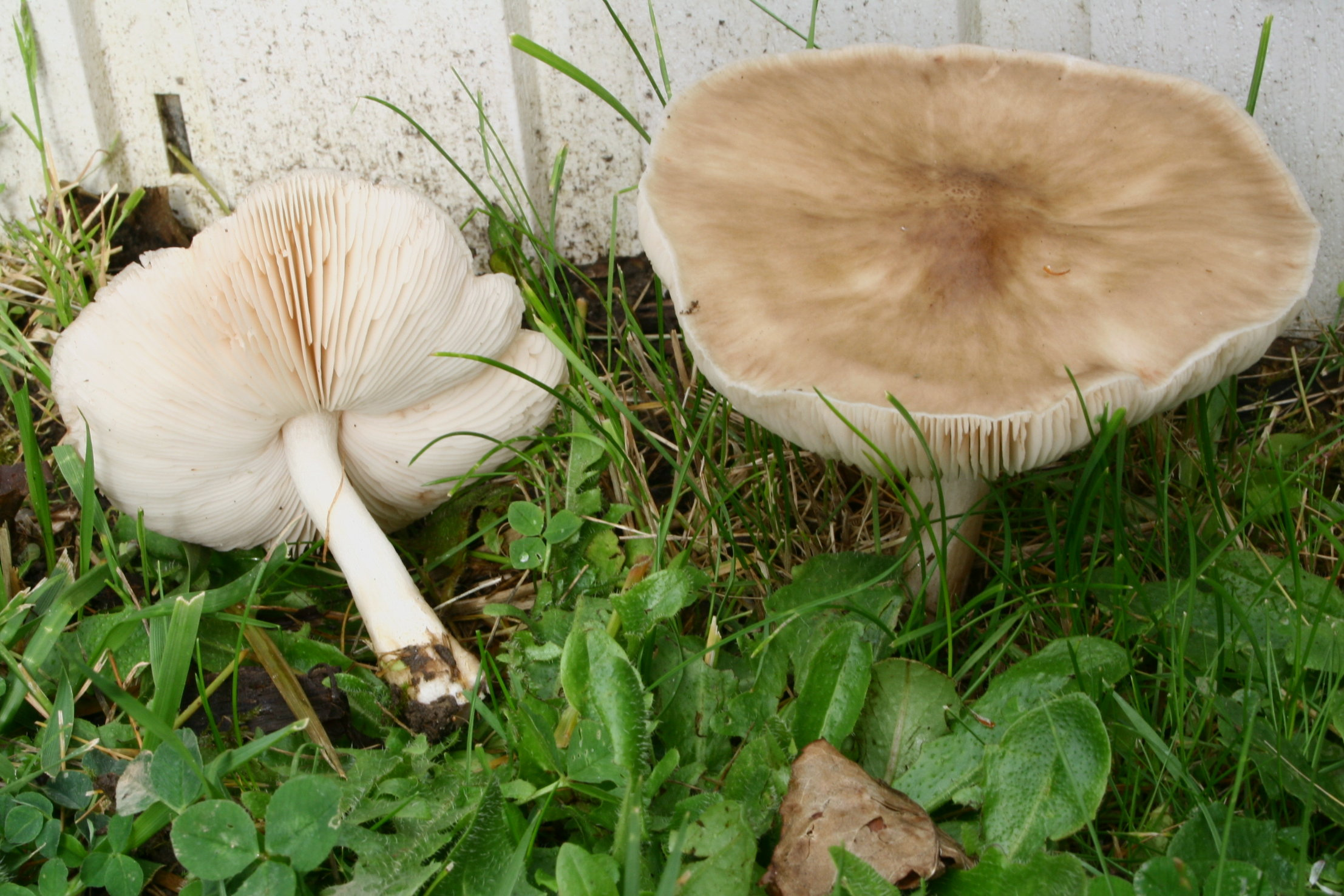
Pluteus petasatus
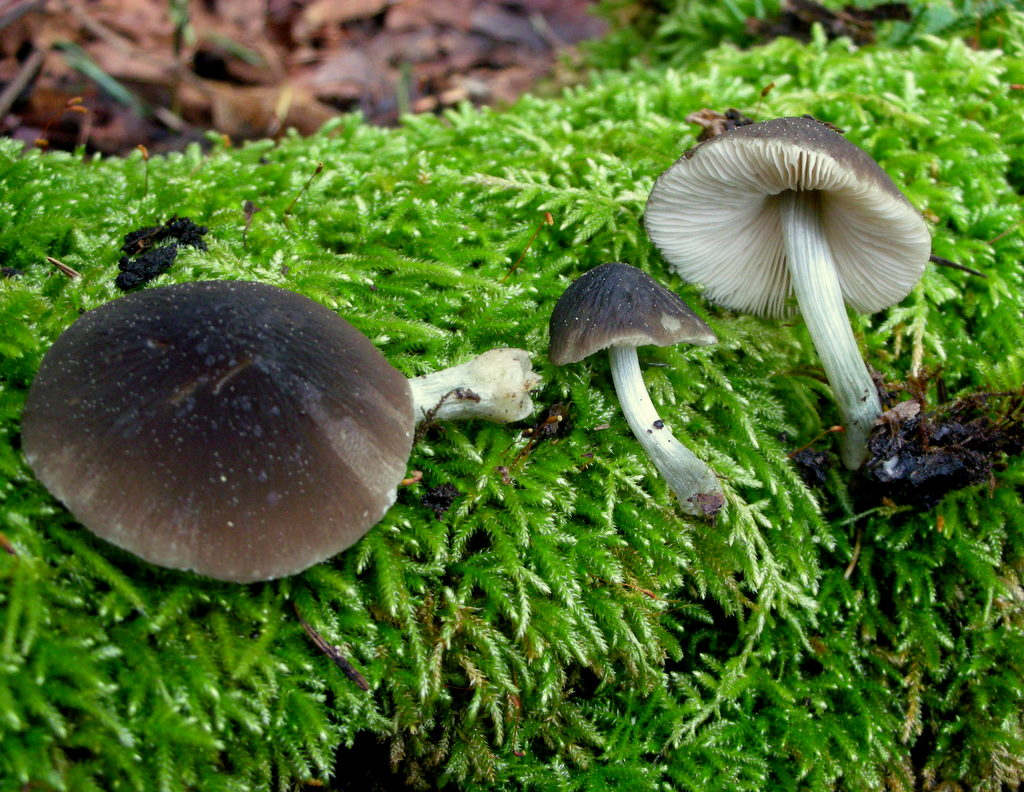
Pluteus phaeocyanopus
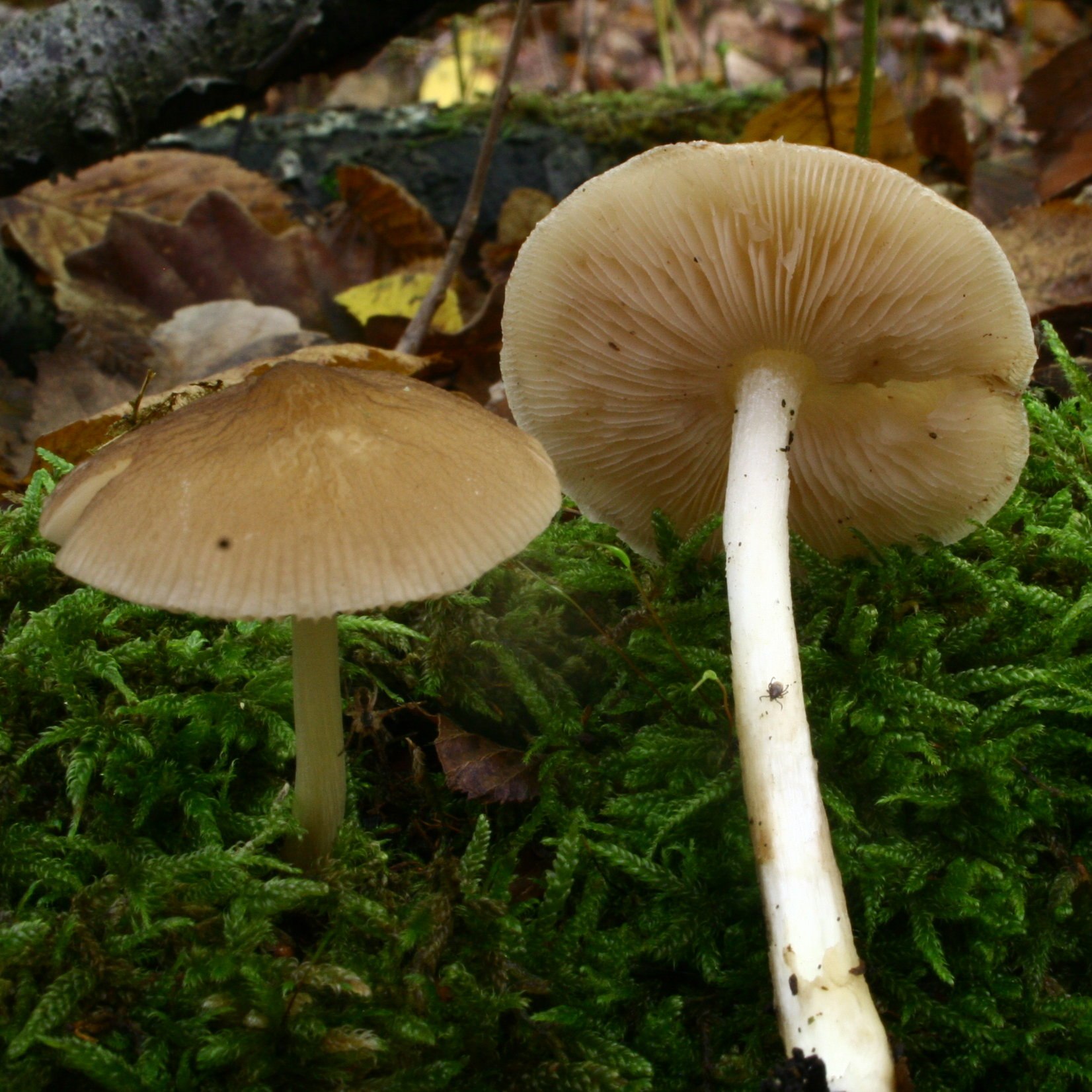
Pluteus phlebophorus
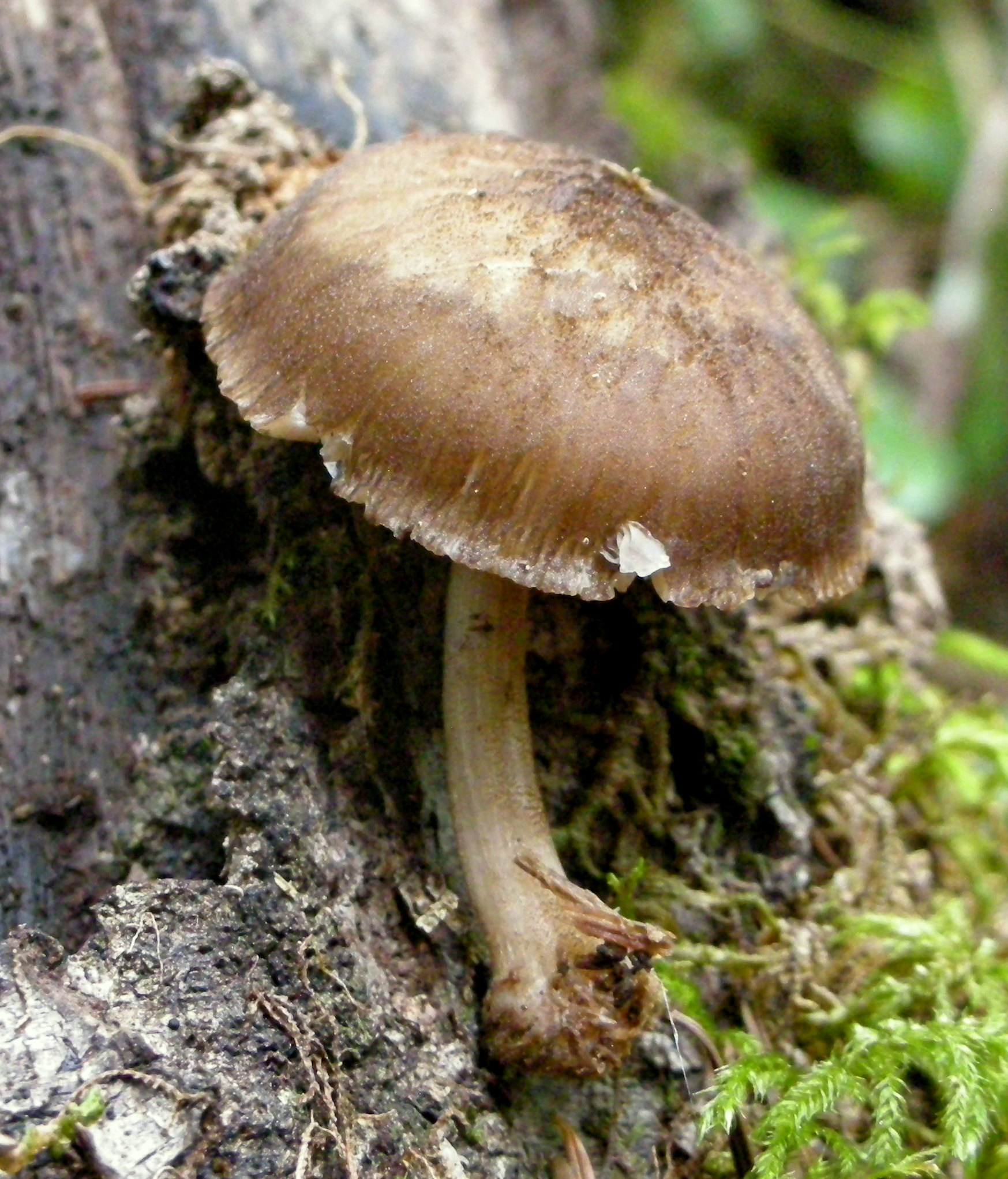
Pluteus plautus
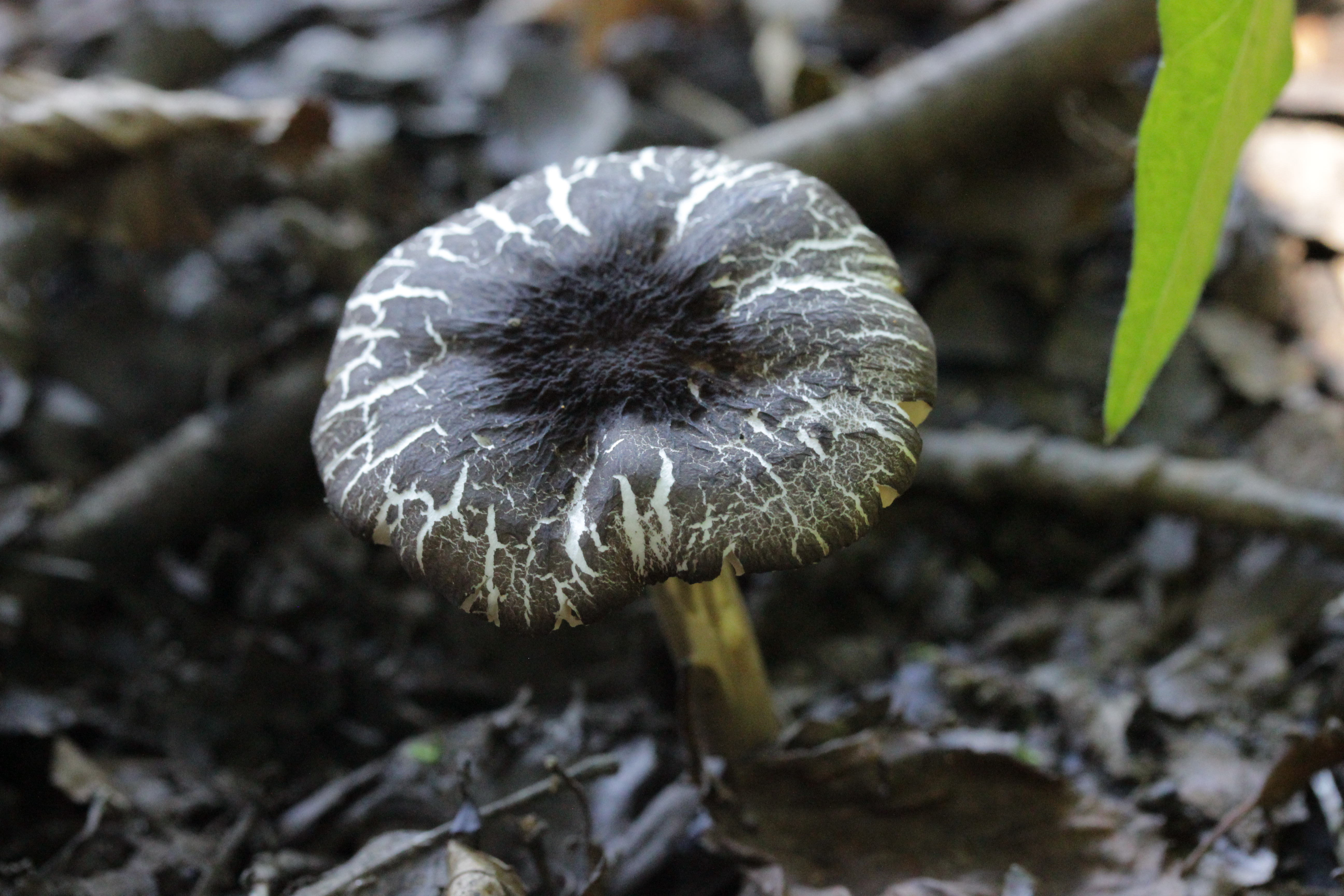
Pluteus podospileus

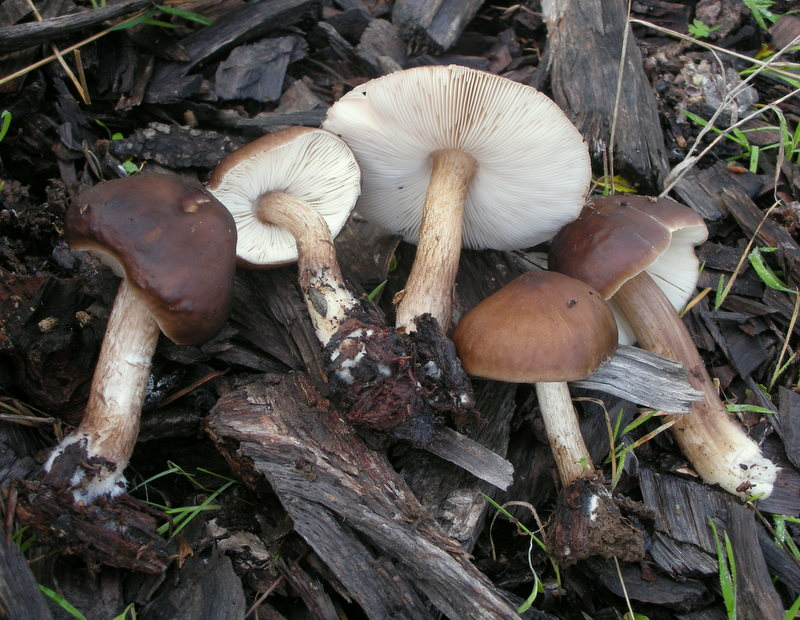
Pluteus pouzarianus
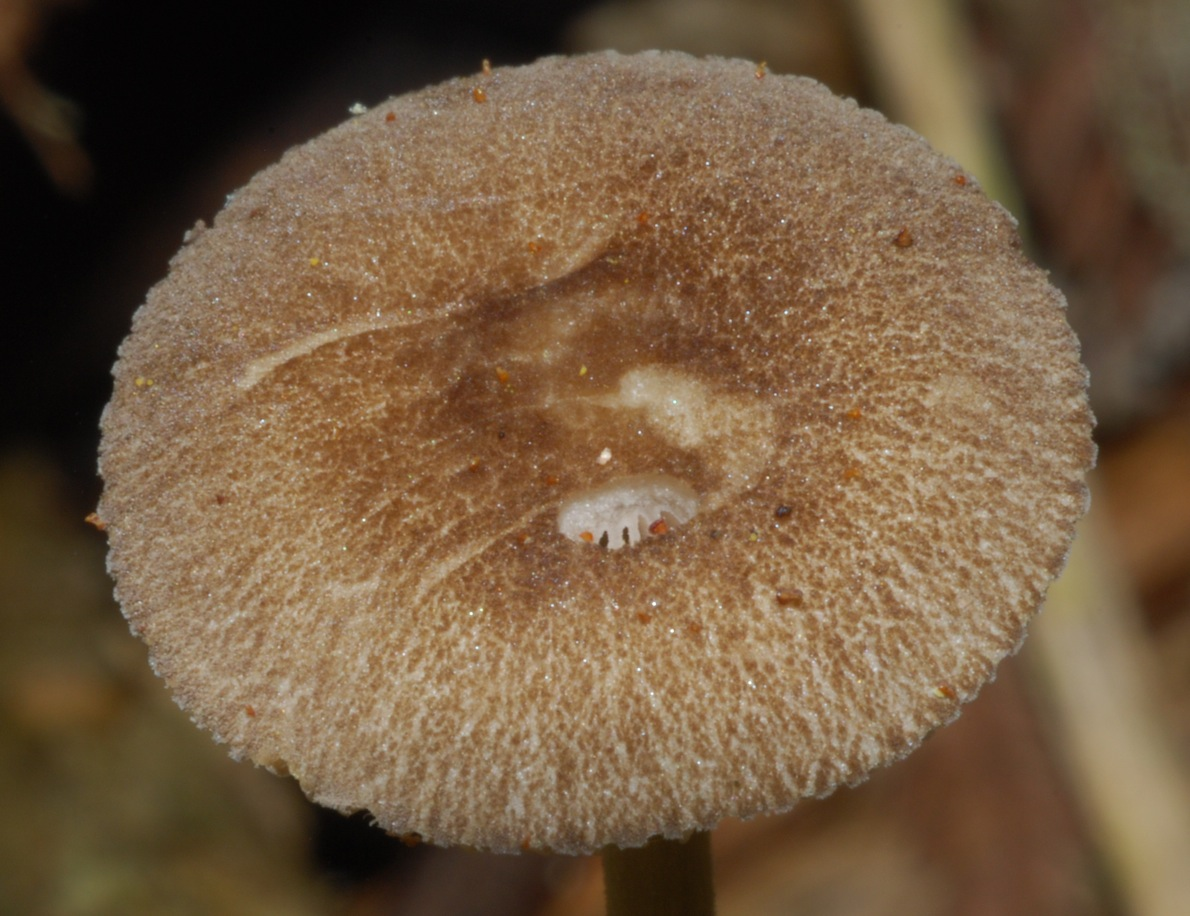
Pluteus readiarum
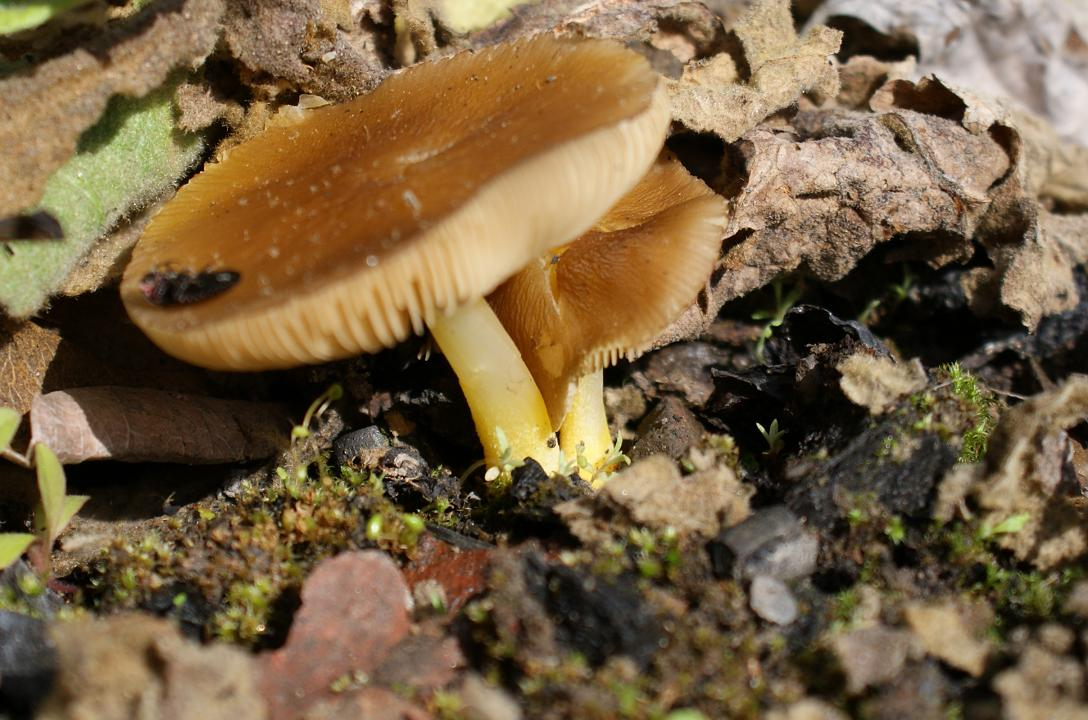
Pluteus romellii
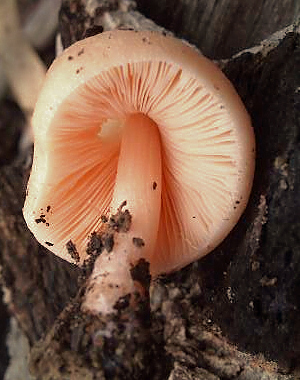
Pluteus roseipes
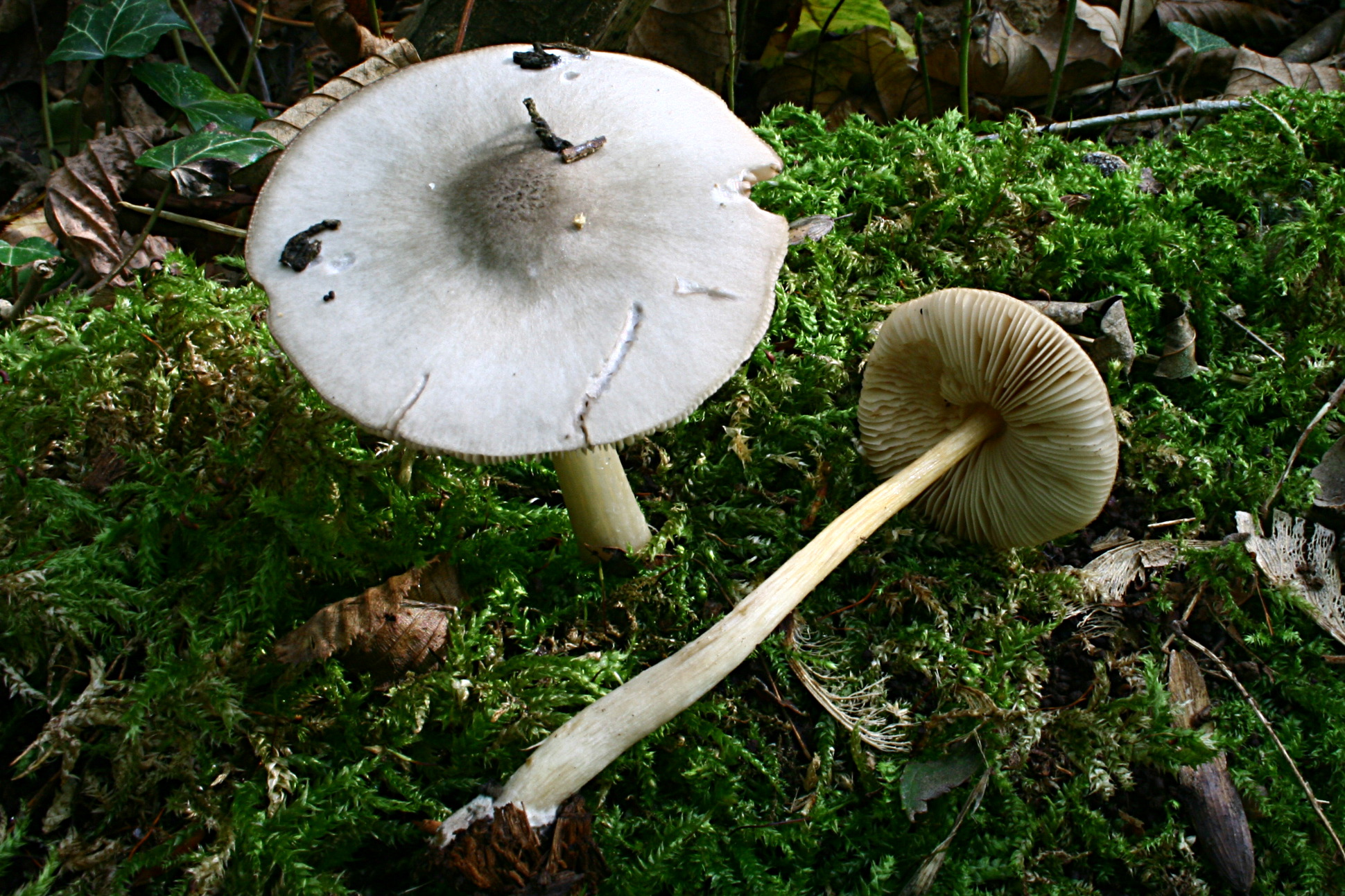
Pluteus salicinus
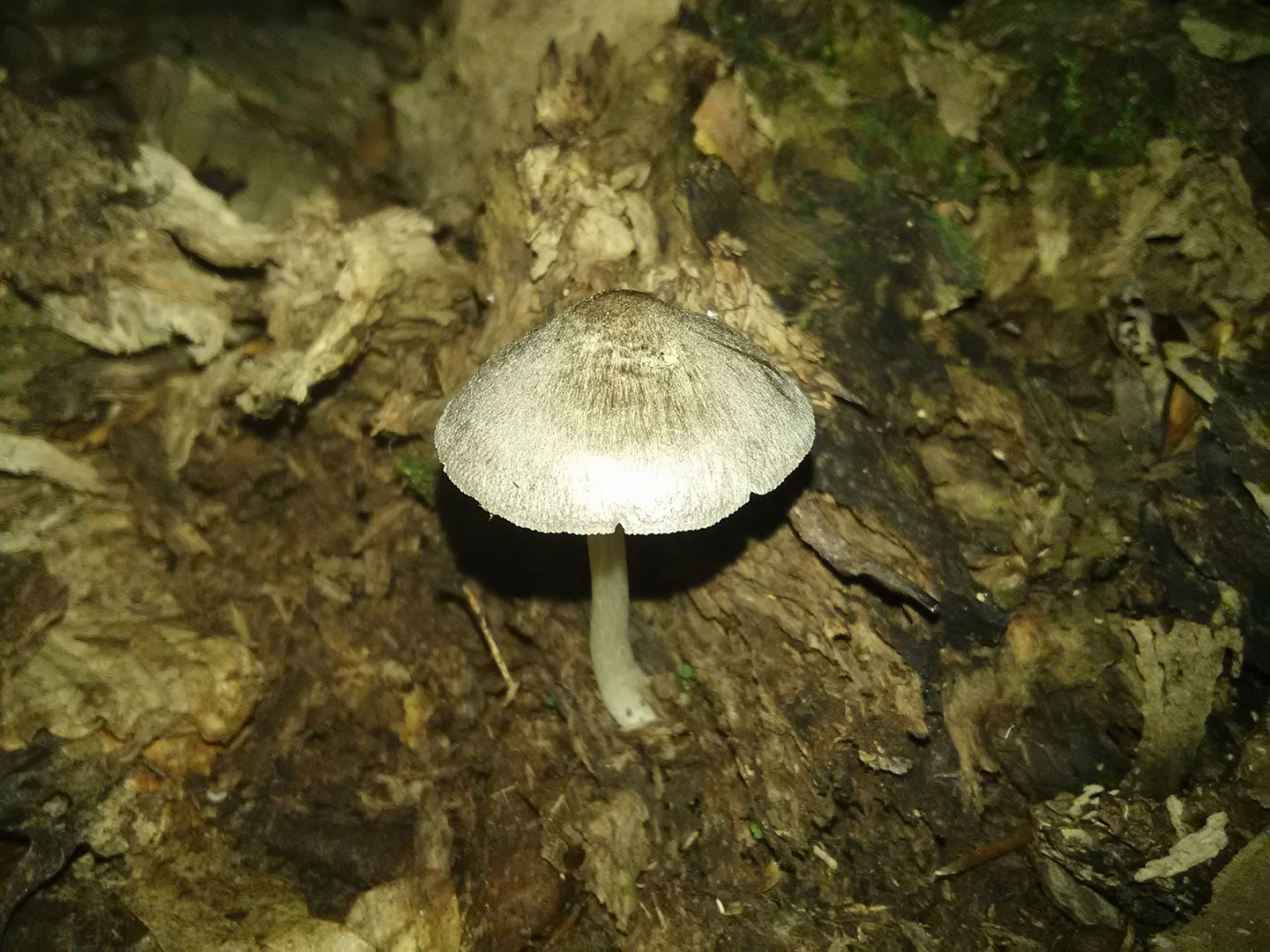
Pluteus saupei
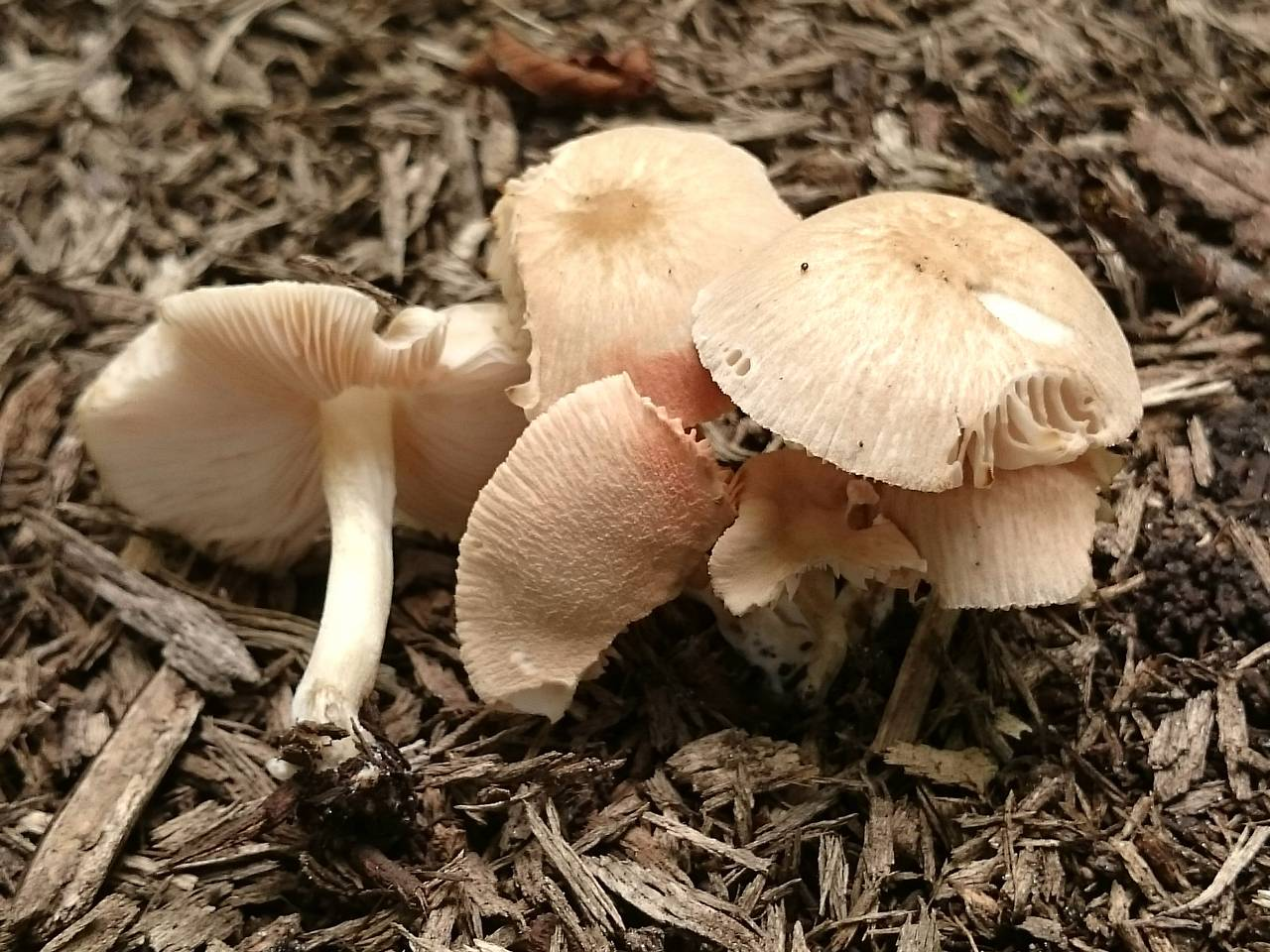
Pluteus semibulbosus
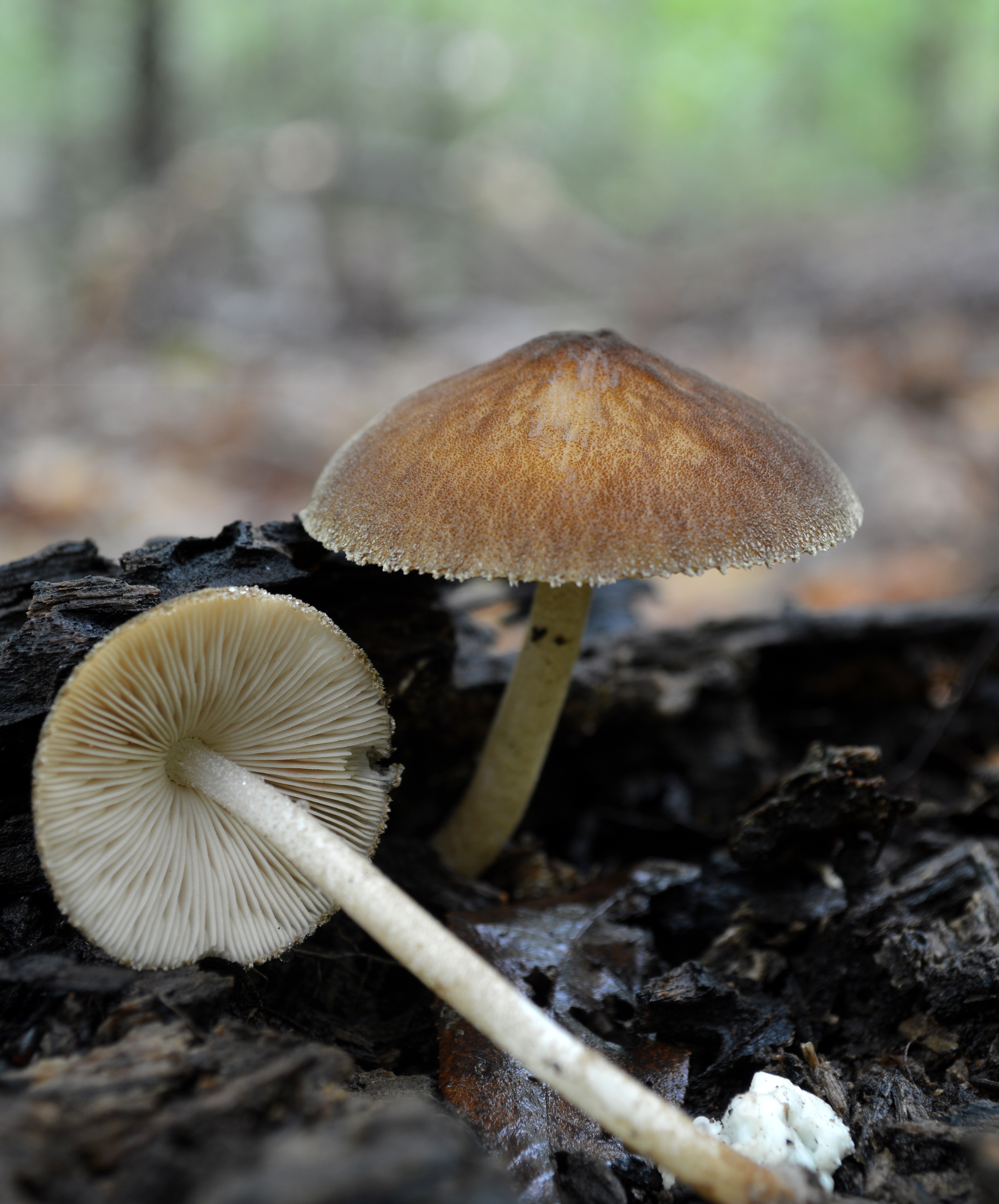
Pluteus thomsonii
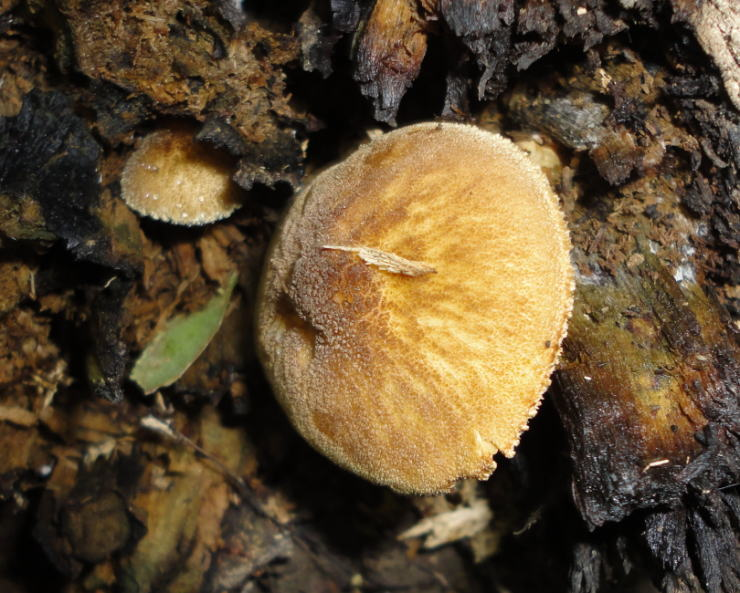
Pluteus umbrosus

## Secții și subsecții (selecție)

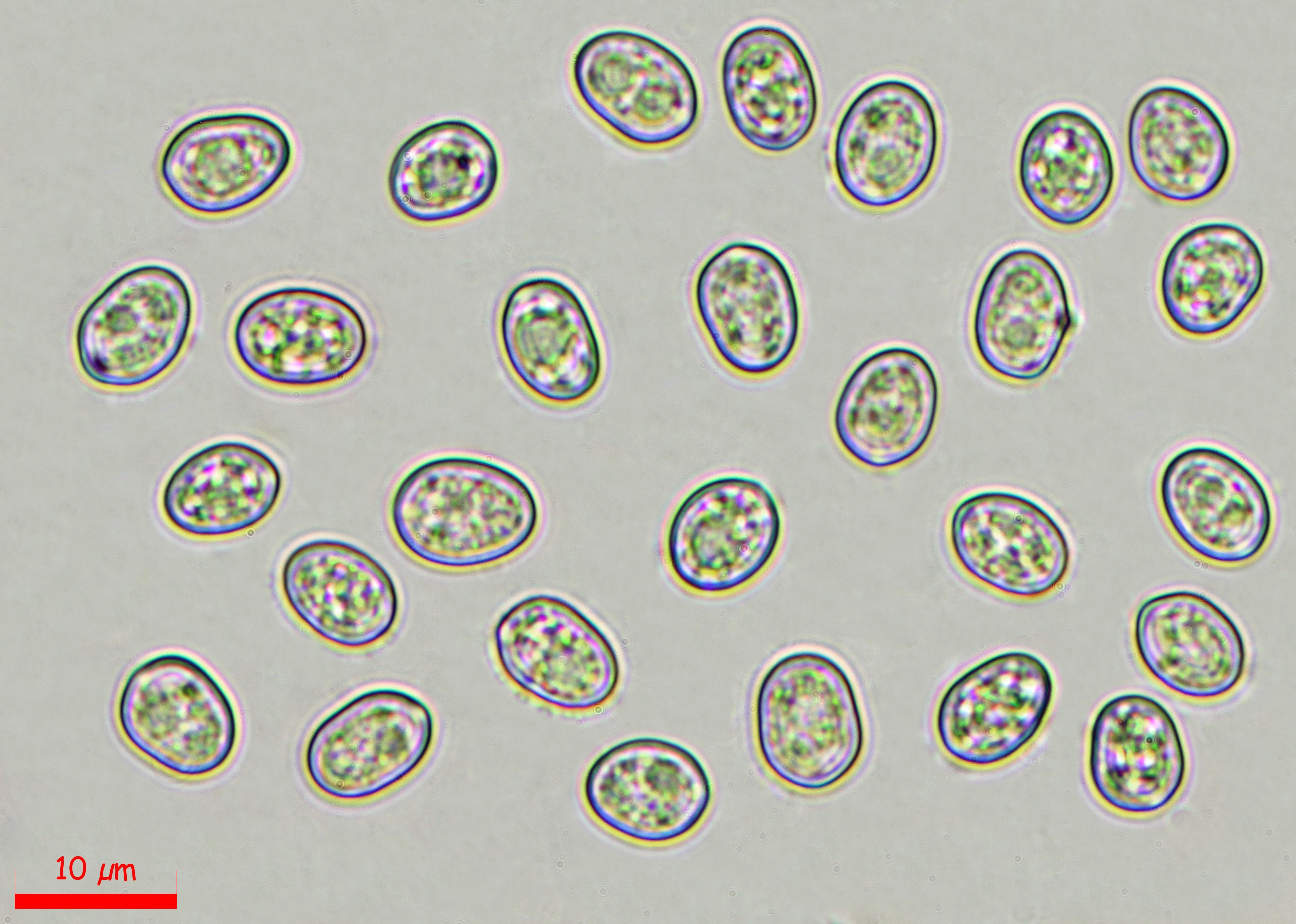
P. cervinus, spori

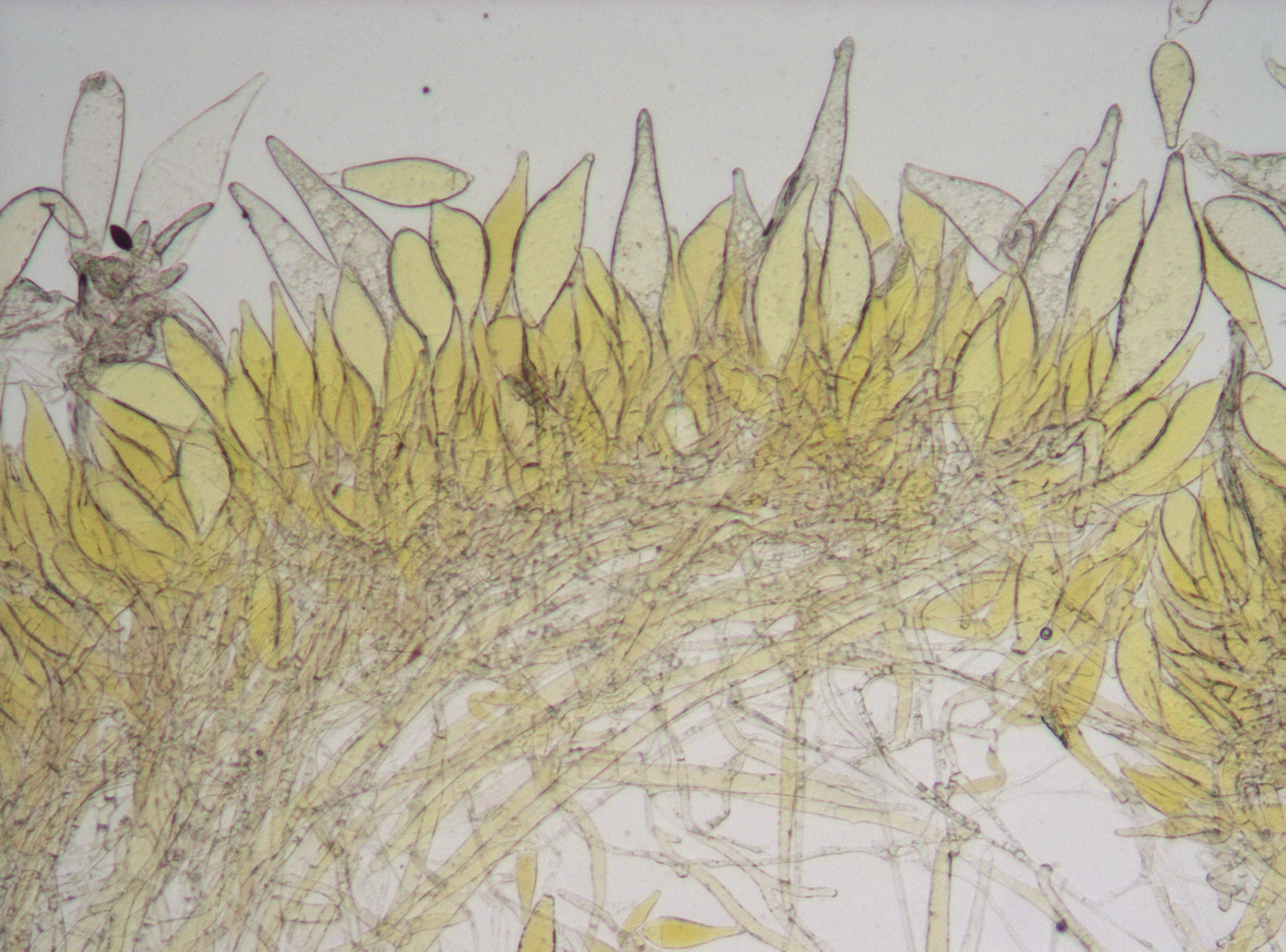
P. leoninus, hife

Secțiile și subsecțiile (cu tipuri de exemplu) sunt realizate conform lucrării micologului Andreas Vesper (2003), membru și asesor în „Consorțiul micologic din Turingia:
- Secția Celluloderma este împărțită în 3 subsecții:
  - Subsecția  Eucellulodermini (cuticulă mătăsoasă, și uneori numai slab încrețită sau reticulată; hife verticale turtit clavate sau sferice, aproape cu un aspect de celule) cu de ex.: P. diettrichii, P. poliocnemis precum
    - Grupul cu colorit gri până măsliniu cu de ex.: P. cinereofuscus, P. insidiosus, P. nanus, P. nanus f. griseopus, P. phebophorus 
    - Grupul cu colorit gălbui până galben cu de ex. P. aurantiorugosus, P. chrysophaeus, P. cyanopus, P. inquilinus, P.  romelii

  - Subsecția Hispidodermini (cuticulă în centru catifelată sau granulos-solzoasă, dedesubt nu rar cu aspect încrețit sau reticulat; hife cilindrice până fusiforme verticale) cu de ex.: P. leoninus, P. plautus, P. roseipes, P. umbrosus
  - Subsecția Mixtini (macroscopic asemănător subsecției Eucellulodermini, cuticula constând din elemente sferice până alungit clavat-fusiforme) cu de ex.: P. podospileus, P. podospileus f. minutissimus, P. thomsonii
- Secția Pluteus (specii relativ mari și cărnoase; cuticulă netedă, incarnat radial-fibroasă, în centru uneori fin flocoasă sau solzoasă, dar nu în mod clar catifelată, granulată sau mătăsoasă); pleurocistidele cu cârlige apicale și hife orizontale) cu de ex.: P. atromarginatus, grupul P. cervinus, grupul P. petasatus, P. pellitus, P. salicinus
- Secția Villosi (cuticula ca la secția Pluteus, dar pleurocistide apicale fără cârlige și cu pereți subțiri) cu de ex.: P. ephebeus, P. exiguus, P. hispidulus, P. hispidulus var. cephalocystis, P. pusillulus

## Valorificare
Deși cele mai multe specii sunt comestibile sau, pentru că mici respectiv de consistență prea tare fără valoare culinară, unele sunt otrăvitoare, conținând substanțe psihedelice, anume psilocibină (C12H17N2O4P) și psilocină (C11H16N2O). La următoarele soiuri toxinele au fost identificate sigur până în prezent (2020):
| - Pluteus albostipitatus (Dennis) Singer - Pluteus americanus (P. Banerjee & Sundb.) Justo, Malysheva & Minnis (2014) - Pluteus cyanopus Quél. - Pluteus glaucus Singer - Pluteus glaucotinctus E.Horak | - Pluteus nigroviridis Babos - Pluteus phaeocyanopus Minnis & Sundb. - Pluteus salicinus (Pers.) P.Kumm. - Pluteus saupei Justo & Minnis - Pluteus villosus (Bull.) Quél. |

## Delimitare
- Clitopilus (Entolomataceae) (Fr. ex Rabenh.) P.Kumm. (1871),[15] este un gen de ciuperci este un gen de aproximativ 30 specii (2008), dar o publicație mai recentă (2009), folosind filogenetica moleculară, a redefinit genul pentru a include mai multe foste specii Rhodocybe. Este un gen coabitează, fiind un simbiont micoriza (formează micorize pe rădăcinile arborilor). Prezintă o pălărie ombilicată, lamele lung decurente la picior, carnea având un miros de făină și un gust plăcut. Spori sunt dungați, și, de asemenea, fără cistide himeniale.[16][17]
- Entoloma (Entolomataceae) Fr. ex P.Kumm. (1871),[18] este un gen mare de ciuperci saprofite sau care coabitează, fiind un simbiont micoriza (formează micorize pe rădăcinile arborilor). Prezintă lamele nu complet libere, fiind și ele uneori bombate, dar atunci decurente la picior precum dințate. Microscopic, genul este ușor de identificat sporii prin sporii unghiulari, colțuroși, o caracteristică generică. Carnea are aproape mereu un miros de făină sau castraveți proaspeți (rar penetrant și la specii mici adesea imperceptibil), gustul fiind la cele mai multe specii nu neplăcut.[19]
- Melanoleuca (incertae sedis, pe vremuri Tricholomataceae) [[Narcisse Théophile Patouillard|Pat. (1897),[20] este un gen de ciuperci saprofite și comestibile, clasificat în mod tradițional în familia Tricholomataceae Dar studii ADN au stabilit că acest gen este strâns legat de Amanita și Pluteus și că nu aparține familiei Tricholomataceae.[21] Numărul speciilor este discutat (36, 50 sau 65).[22] Se dezvoltă prin pajiști și pe dune de nisip precum în pădurile mereu verzi ale regiunilor tropicale. Forma pălăriei este de obicei boltită, cel mult slab cocoșată sau minim adâncită în centru. Lamelele albicioase, crem până ocru-gălbuie sunt  dense, mai mult sau mai puțin bombate, aderente și slab dințat-decurente la picior. Piciorul prezintă la bază un bulb fără volvă. Sporii elipsoidali, cu pereți subțiri și amiloizi (ce înseamnă colorabilitatea structurilor tisulare folosind reactivi de iod) sunt albicioși până crem.[23]
- Psilocybe, (Strophariaceae, după unii Hymenogastraceae) Fr. ex P.Kumm. (1871)[24] este un gen mare de ciuperci saprofite (cresc pe spl) destul de otrăvitoare, halucinogene care conțin doze mari de psilocibină și psilocină.[25] Pălăria speciilor de dimensiune mică până mijlocie și cu carne subțire, cu o cuticulă de culoare galben-maronie sau brună, are un aspect caracteristic în formă de clopot sau este emisferică și ascuțită conic, fiind higrofană și lipicioasă până unsuroasă. Lamelele destul de groase, sunt aderate la picior cu un dinte, fiind inițial bej, apoi brun-roșcate, brune sau aproape negre. Mirosul este asemănător soiurilor ale genului Pluteussau făinos, gustul uneori amar. Piciorul prezintă adesea o zonă inelară, dar nu un inel propriuzis. Sporii sunt elipsoidali, în formă de migdale sau hexagonali în partea din față. Sunt netezi și au, de obicei, un por mare de germen. Sporii sunt neamiloizi (nu se decolorează cu reactivi de iod). Cheilocistidele sunt mai mult sau mai puțin sub formă de sticlă cu sau fără catarame, iar pleurocistidele lipsesc. [26][27]
- Rhodocybe (Entolomataceae) Maire (1926),[28] este un gen de ciuperci mic de ciuperci saprofite ce se dezvoltă preponderent pe pământ gras (uneori și pe lemn) cu între timp aproximativ 20 (restul a fost transferat la genul Clitopilus).[17] Pălăria este adesea slab ombilicată sau deprimată, lamelele fiind atașate până decurent aderate la picior. Carnea cu un miros imperceptibil este amară. Sporii fără cistide himeniale prezintă un ornament clar.[29]
- Volvariella (Pluteaceae) Speg. (1898)[30] este un gen de ciuperci saprofite cu aproximativ 50 specii.[31] Speciile au pălării cărnoase până la 20 cm diametru, la început semisferice, apoi în formă de clopot, devenind convexe și câteodată ușor cocoșate, la sfârșitul perioadei mai mult sau mai puțin aplatizate. Cuticula este preponderent mătăsos-lânoasă și albicioasă până brun-gălbuie. Carnea este mereu albă, adesea cu un miros puternic de ridichi. Lamelele sunt aglomerate, intercalate cu marginea uneori zimțată, libere, bulboase, fiind inițial de culoare albă, la maturitate rozalii sau brun-rozalii. Piciorul plin fără bulb și inel poartă o volvă înaltă și lobată (rest al vălului universal) care poate înfășura piciorul pe aproape jumătate din înălțimea sa, fiind de un colorit albicios-murdar până ocru-maroniu. Sporii ovoidali și netezi sunt de culoarea lamelelor.[32]
- Volvopluteus (Pluteaceae) Vizzini, Contu & Justo (2011)[33] este un gen de ciuperci saprofite foarte mic de numai câteva specii, determinat de abia în 2011.  A fost segregat de la Volvariella cu care împărtășește unele caracteristici morfologice, cum ar fi prezența unei volve și o imprimare de spor roz până la roz-maroniu. Analizele filogenetice ale datelor ADN au arătat însă că Volvopluteus este strâns legat de Pluteus.[34] Dar nu toate speciile propuse sunt acceptate drept apartenente acestui gen, astfel de exemplu Volvariella gloiocephala.[35]

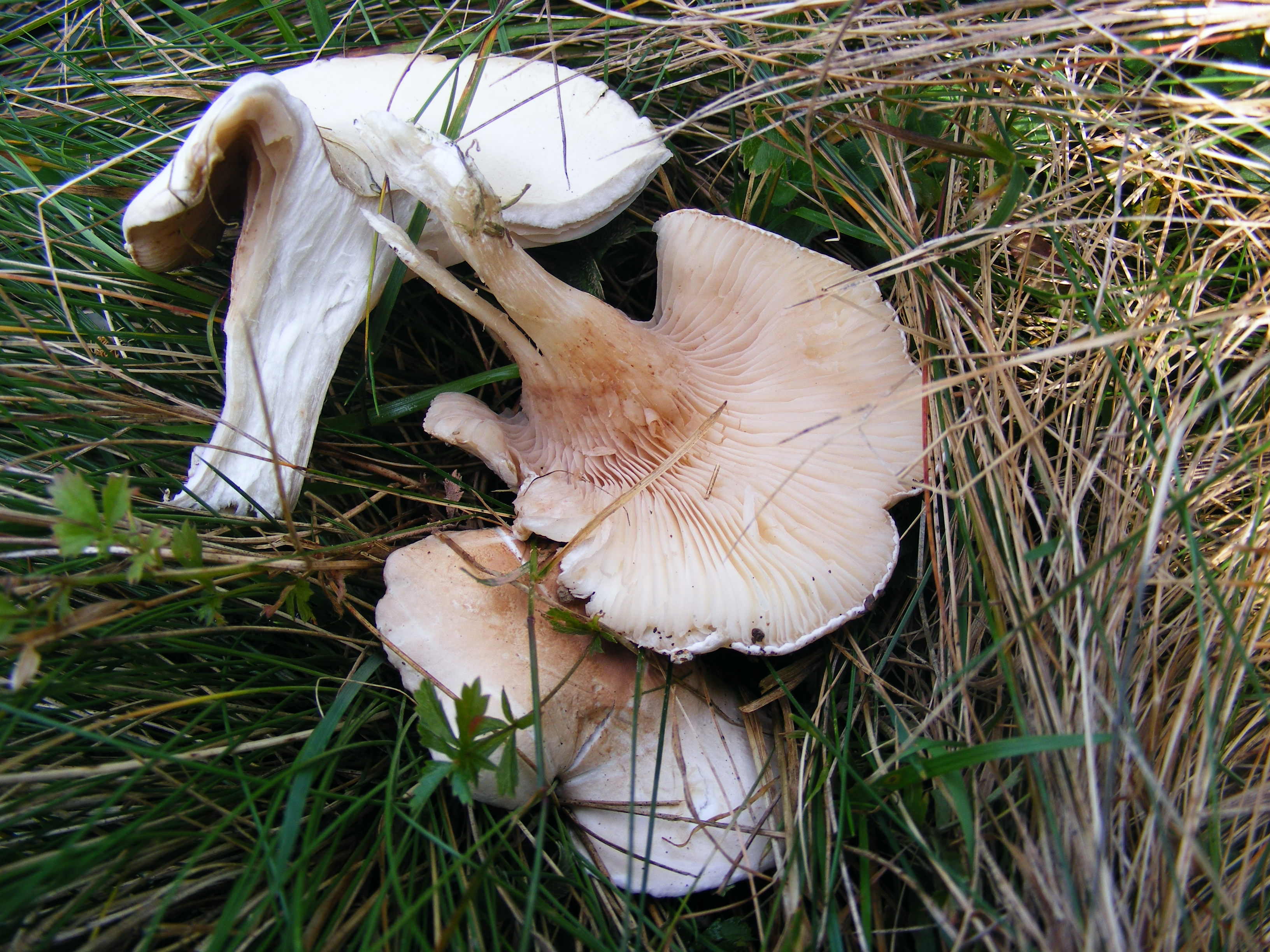
Clitopilus prunulus
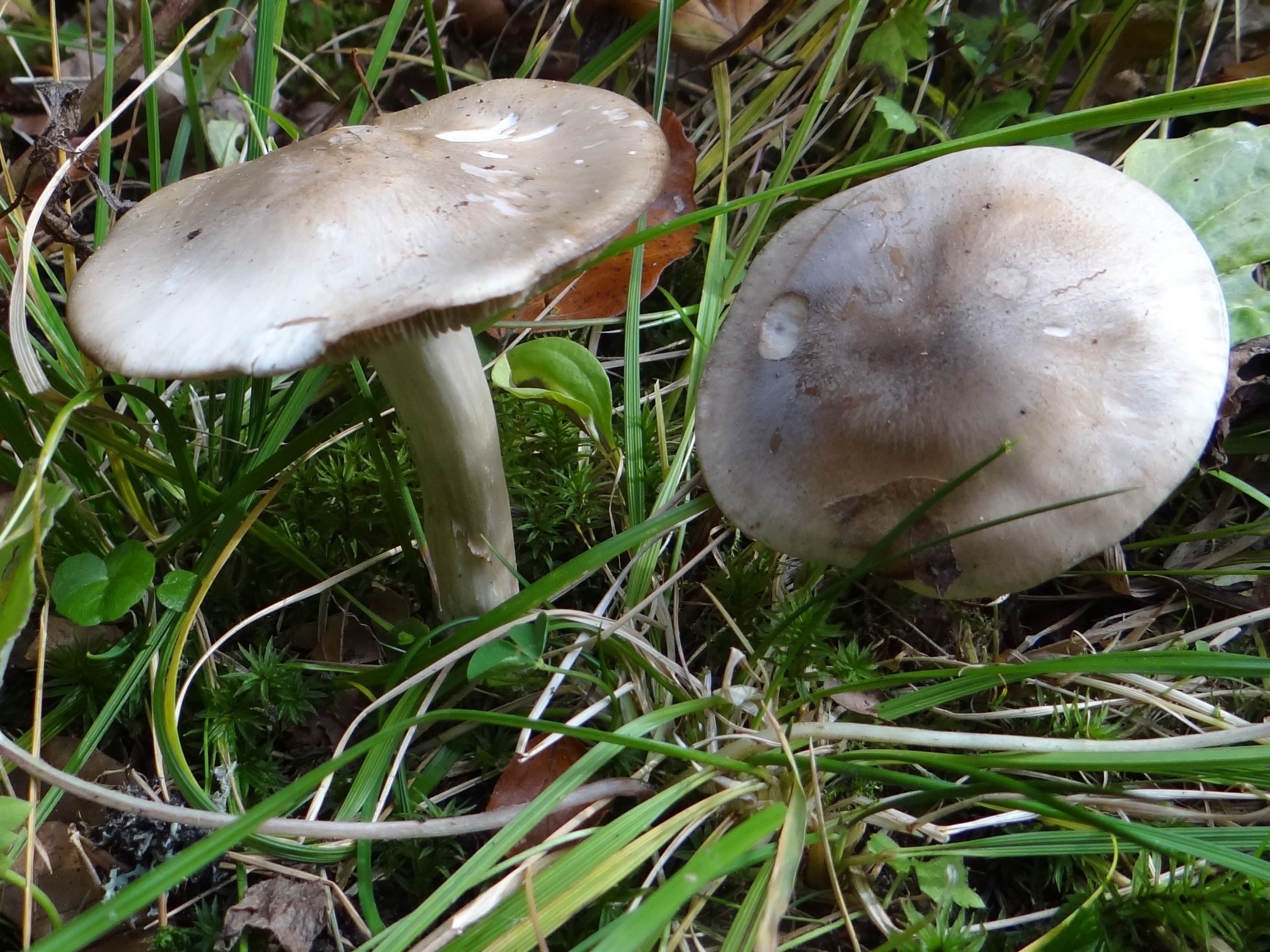
Entoloma clypeatum
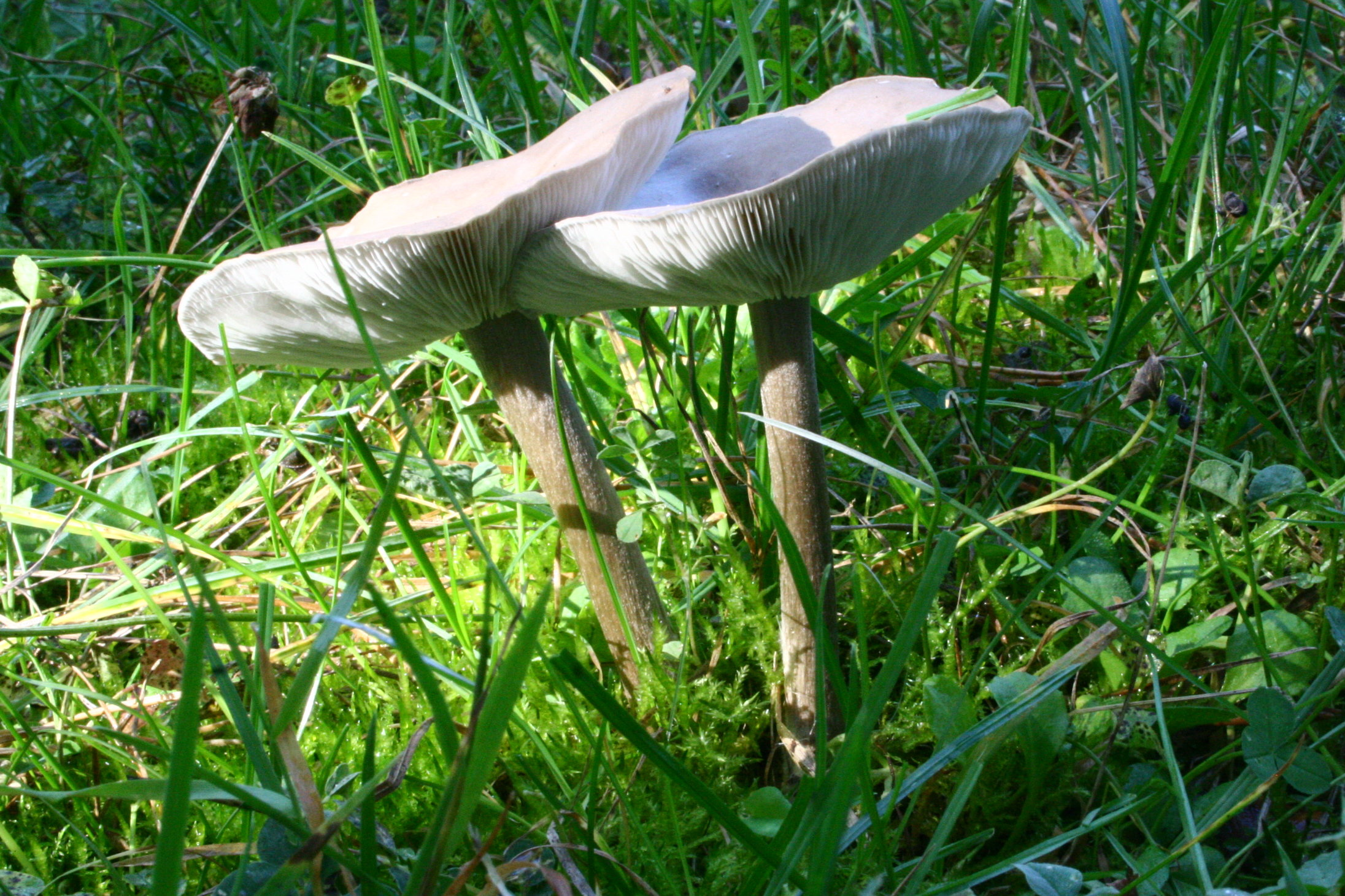
Melanoleuca cognata
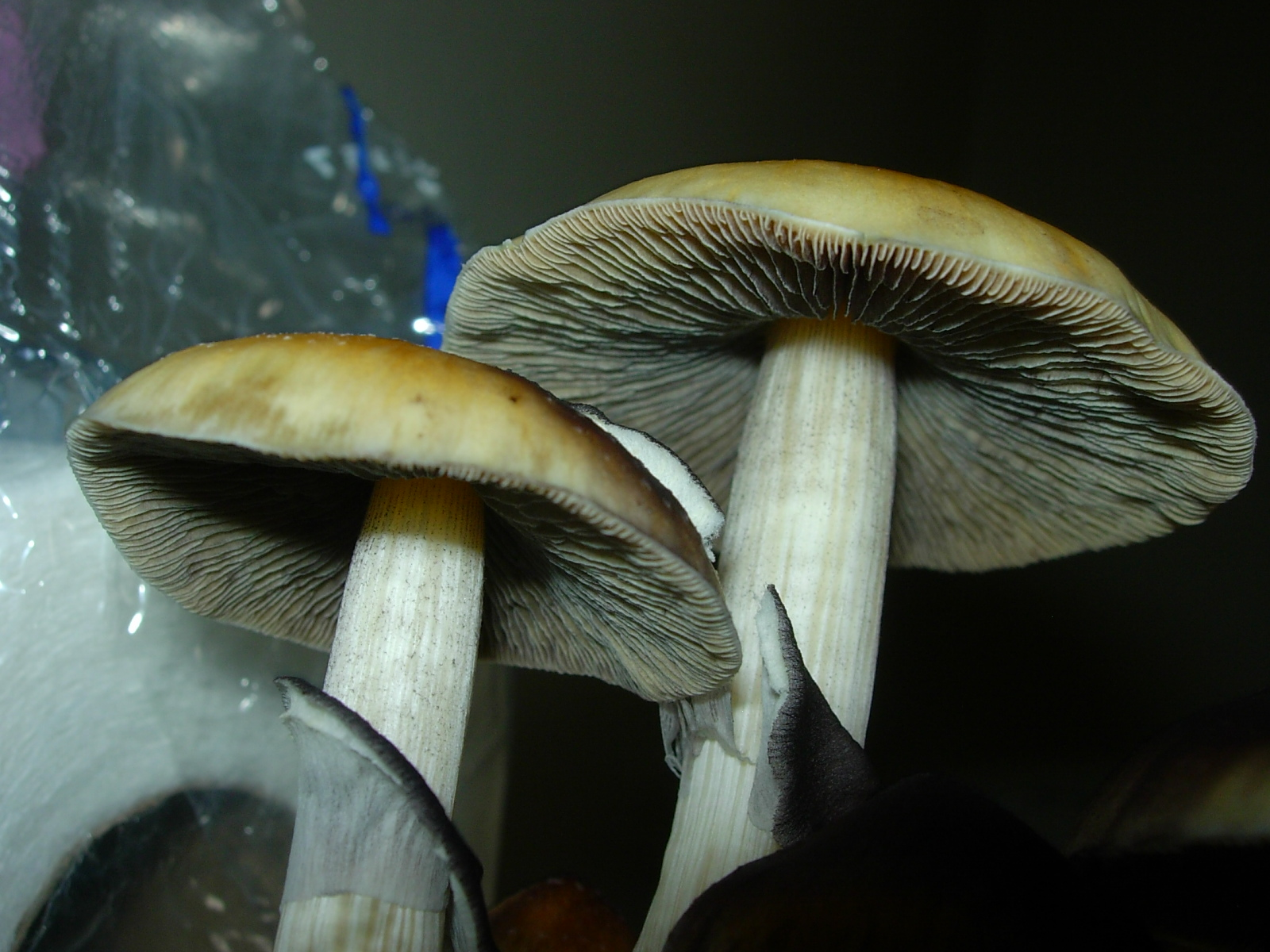
Psilocybe cubensis
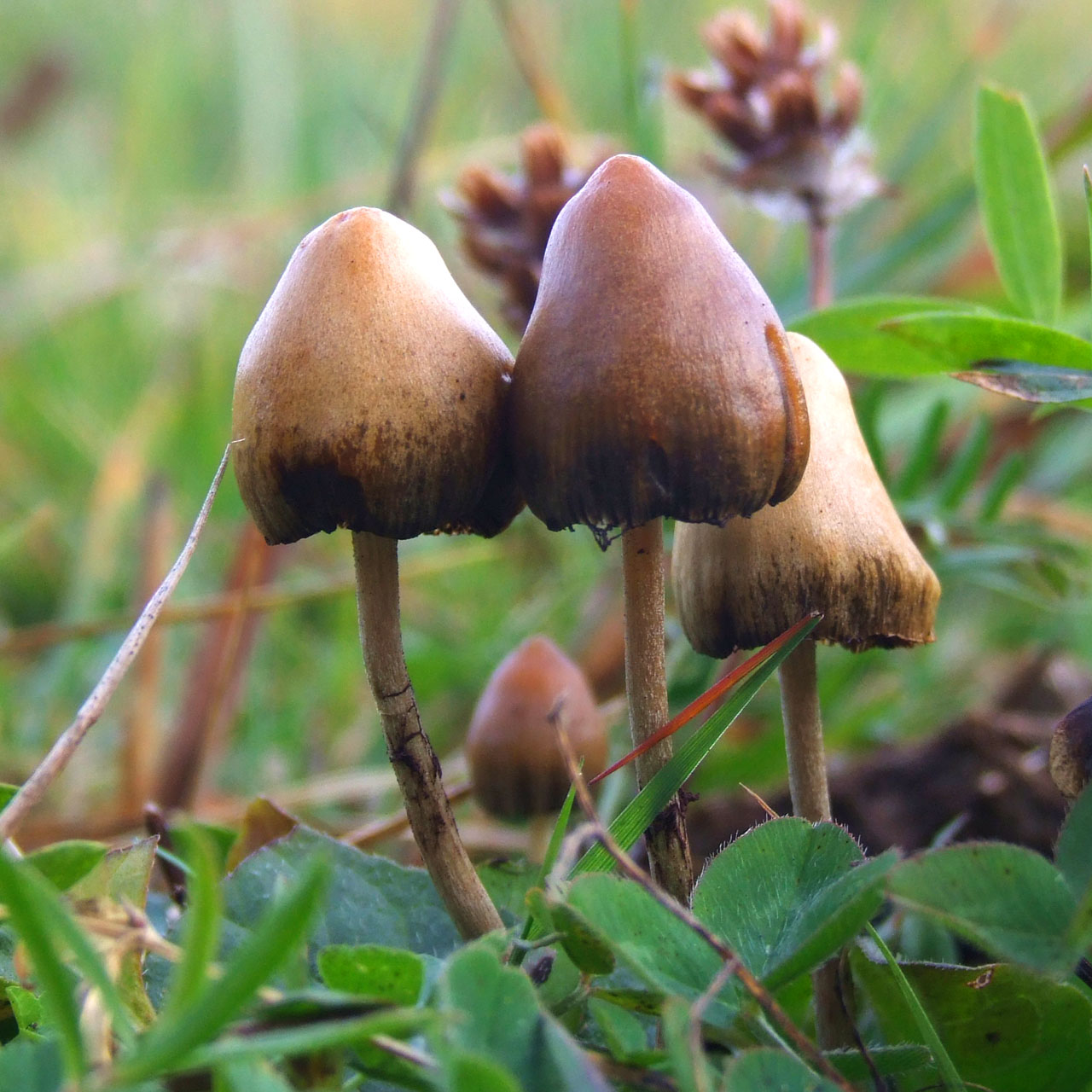
Psilocybe semilanceata
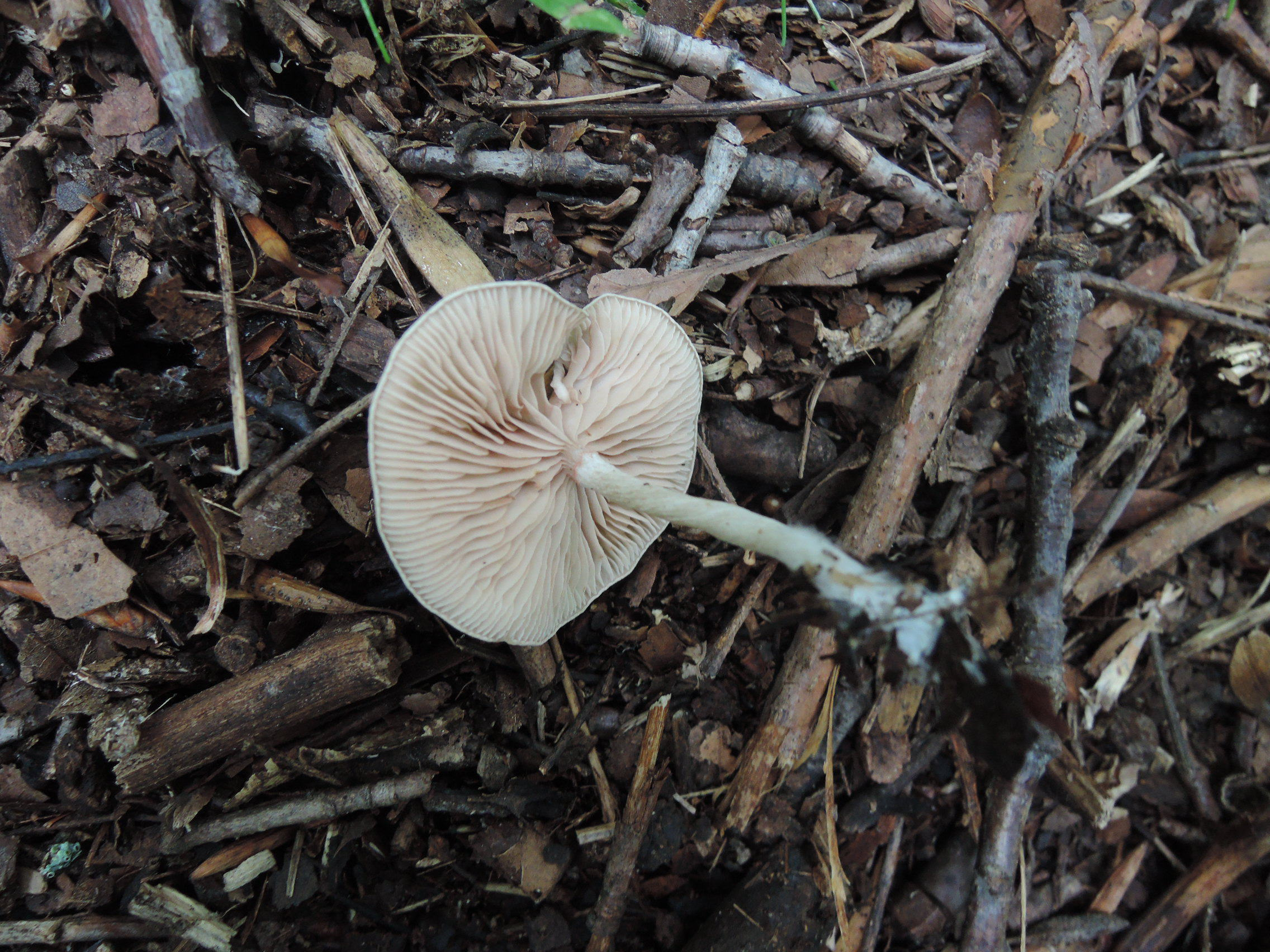
Rhodocybe hirneola
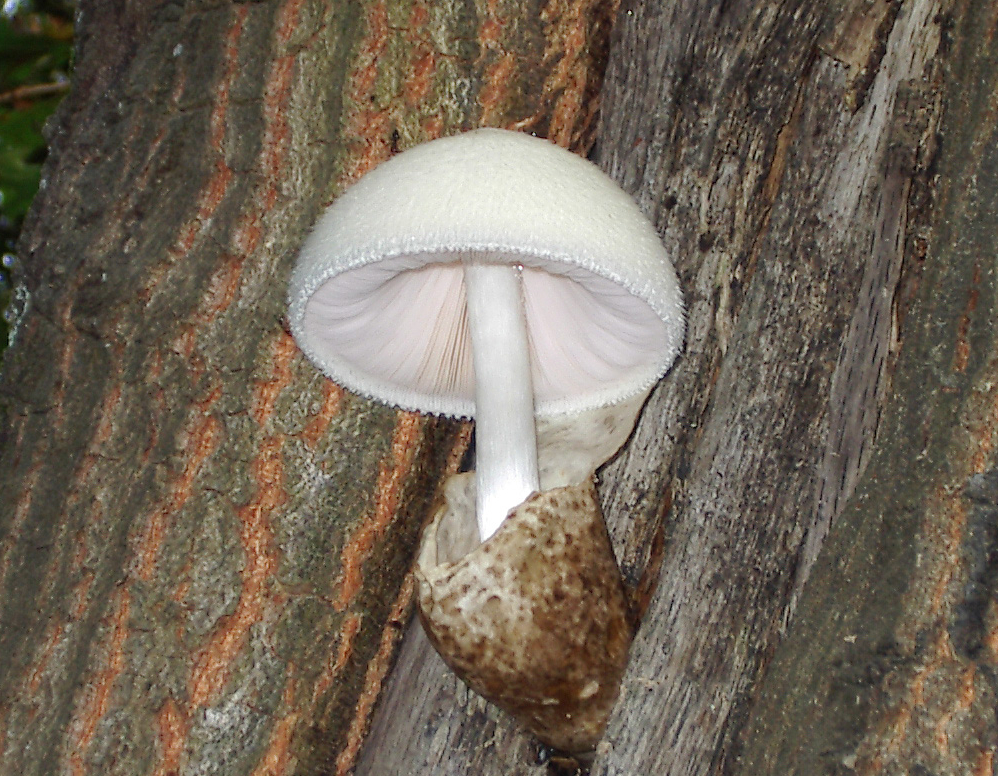
Volvariella bombycina
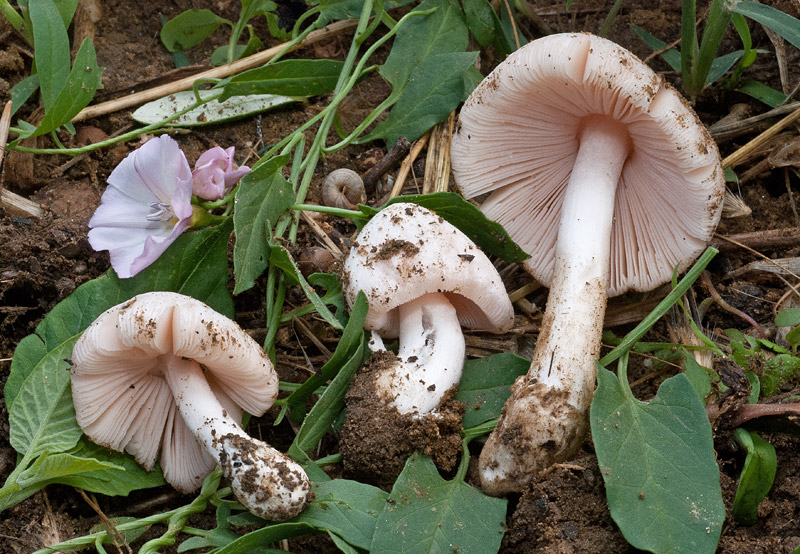
Volvopluteus earlei